# Brassó
Brassó (románul Brașov, németül Kronstadt, Kronstadt in Siebenbürgen, Kronen, szászul Kruhnen, latinul Brassovia vagy Corona, bolgárul Брашевъ, lengyelül Braszów, szlovákul Brašov, jiddisül Kronshtat) város Romániában. 1950. augusztus 22. és 1960. december 24. között a neve Orașul Stalin (Sztálinváros, Stalinstadt) volt.
Az erdélyi szászok egykori nagy központja, régen Brassó vármegye, ma Brassó megye székhelye. Brassópojána tartozik hozzá. Magyarországi testvérvárosa 1993 óta Győr.

## Neve és címere
A Brassó névalak legelőször 1252-ben, IV. Béla egyik adománylevelében jelenik meg mint Terra Saxonum de Barasu (barasui szászok földje). Eredete nem tisztázott, magyarázatára többféle elmélet született. A legvalószínűbb elmélet szerint antroponimikus eredetű, egy szláv Bras- szótövű személynévből (Brasic, Bratislav) alakult ki. Egy másik elmélet az ótörök baraszó (fehér víz) szóból származtatja, amely valószínűleg a Köszörű-patak zuhatagjaira utalt.
A Corona névalak legelőször egy premontrei kolostorjegyzékben jelenik meg, mely szerint 1235-ben létezett egy coronai rendház a kun püspökség területén (In Hungaria assignata est paternitas Dyocesis Cumanie: Corona). Egy népszerű magyarázat szerint a név a város ősi címerében látható királyi koronára utal, maga a címer pedig azokon a legendákon alapul, amelyek szerint Salamon magyar király menekülés közben egy fa gyökerei közé rejtette el koronáját. Egy másik elmélet szerint a települést Corona ókori keresztény vértanúról nevezték el, a címeren látható korona pedig ennek „beszédes” ábrázolása. A fejéket tartó gyökerek csak a 16. század első felében jelennek meg.
Egyes történészek szerint Corona a városerőd, Brassó pedig a vármegye elnevezése volt; mások szerint mindkét név egyformán vonatkozott a várra és környékére.

## Földrajz

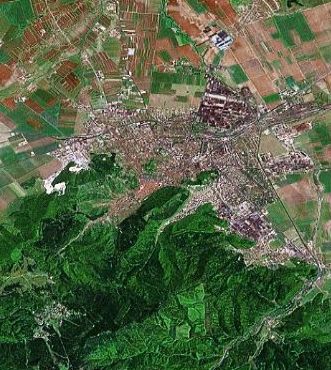
Műholdas kép

### Fekvése, domborzat
Erdély délkeleti részén, a Kárpát-kanyarban, a Barcasági-medencében fekszik, a Cenk hegy lábánál. Átlagos tengerszint feletti magassága 600 méter, legalacsonyabb pontja a központi vasútállomásnál (530 m), legmagasabb pontja a Salamon-kőnél (700 m). A város területén lévő magaslatok a Fellegvár (644 m), Csiga-hegy (713 m) és a Cenk (955 m). Brassóhoz tartozik még a Keresztényhavas oldalában, 1000 méteren fekvő Schuler-rét (Brassópojána).

### Éghajlat
Brassó éghajlata kontinentális, a nyár és a tél egyaránt 50-50 napig tart. A hőmérséklet nyáron 22 °C – 27 °C között van, télen pedig -10 °C és -2 °C. Télen Brassópojánában akár -15 °C is lehet, ezen az üdülőtelepen minden téli sport igénybe vehető, a hó általában 71 napig nem olvad el.
A levegő relatív nedvességtartalma: 75%. Az átlagos évi csapadék körülbelül 600–700 mm.
A szél általában nyugati és északnyugati irányból fúj 1,5–3,2 m/s sebességgel.
| Hónap                         | Jan. | Feb. | Már. | Ápr. | Máj. | Jún. | Júl. | Aug. | Szep. | Okt. | Nov. | Dec. | Év   |
| ----------------------------- | ---- | ---- | ---- | ---- | ---- | ---- | ---- | ---- | ----- | ---- | ---- | ---- | ---- |
| Átlagos max. hőmérséklet (°C) | −0,3 | 1,7  | 7,6  | 14,0 | 19,2 | 22,1 | 24,0 | 23,9 | 20,3  | 14,5 | 7,2  | 1,5  | 13,0 |
| Átlagos min. hőmérséklet (°C) | −8,3 | −6,2 | −2,3 | 2,6  | 7,6  | 10,8 | 12,3 | 11,8 | 8,1   | 3,0  | −1,0 | −5,2 | 2,8  |
| Átl. csapadékmennyiség (mm)   | 31   | 28   | 30   | 50   | 79   | 97   | 94   | 73   | 49    | 38   | 36   | 32   | 637  |
| Forrás:                       |      |      |      |      |      |      |      |      |       |      |      |      |      |

### Vizek
Brassó megyén áthalad a Graft-patak, Valea Tei-patak, Rakodó-patak, Valea Popilor-patak, Kurta-patak, Valea Florilor-patak, Gorganu-patak, Száraz-Tömös-patak és a Tömös csatorna.

### Növény- és állatvilág
A flóra megegyezik a térségben elterjedttel. A közeli hegyek erdőiben azonban igen sok nagyemlős él, főleg medvék, farkasok és rókák. A medvék gyakran a lakott területekre is lejönnek élelemért. A Cenk védett terület (2,03 km²), számos ritka fajjal.

## Történelme

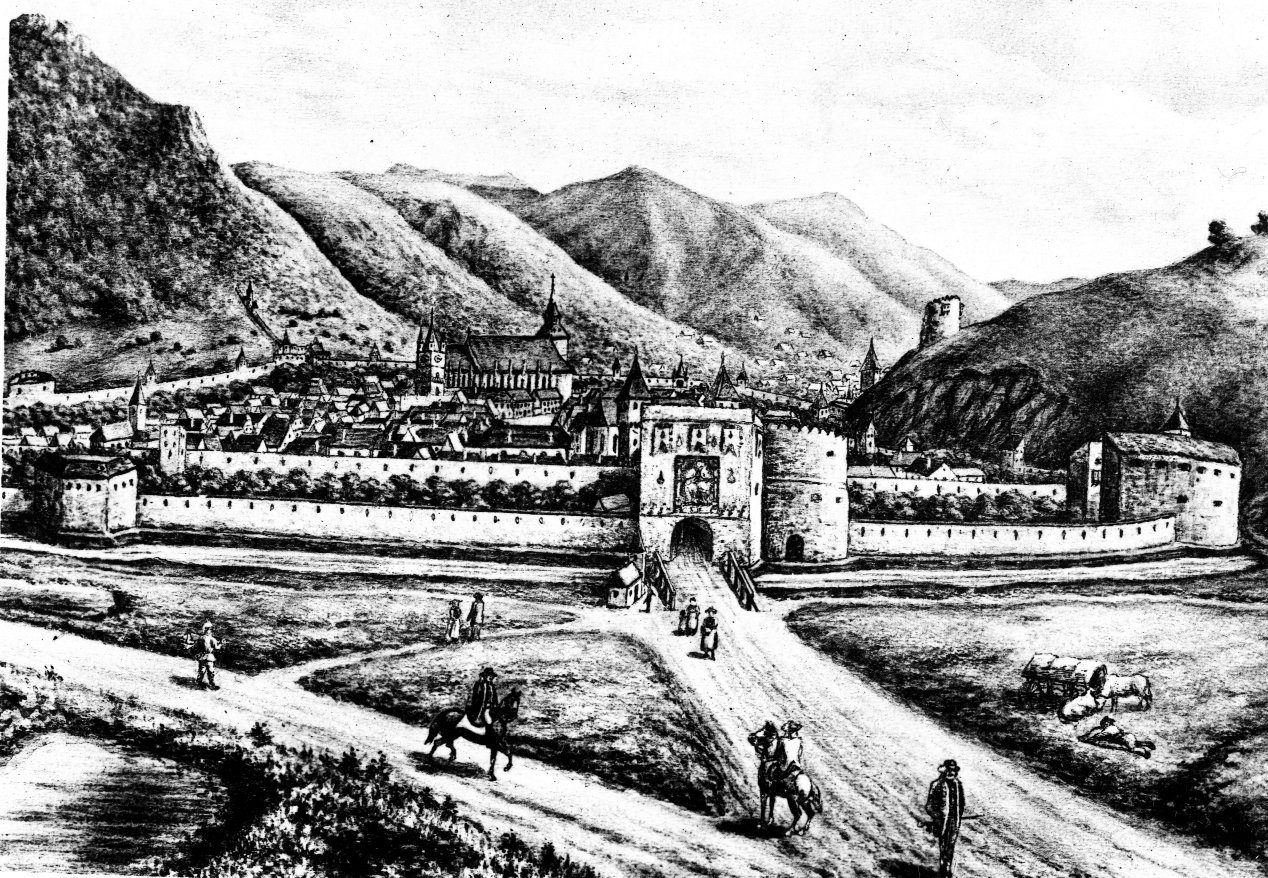
Brassó ábrázolása 1689-ből

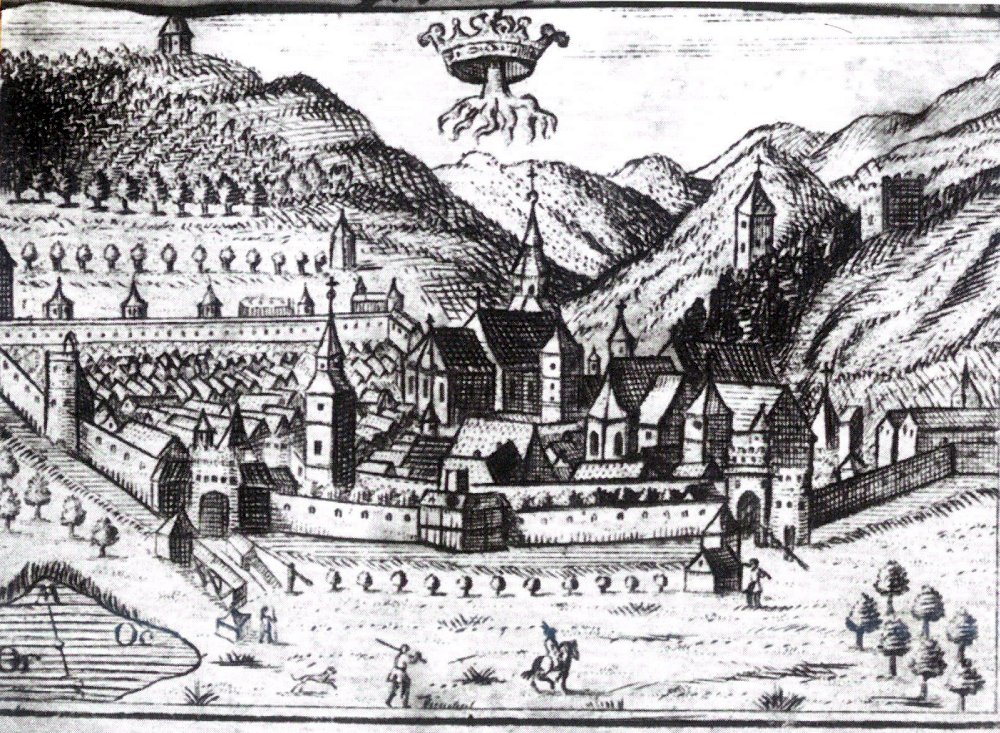
1750-es ábrázolás a városról

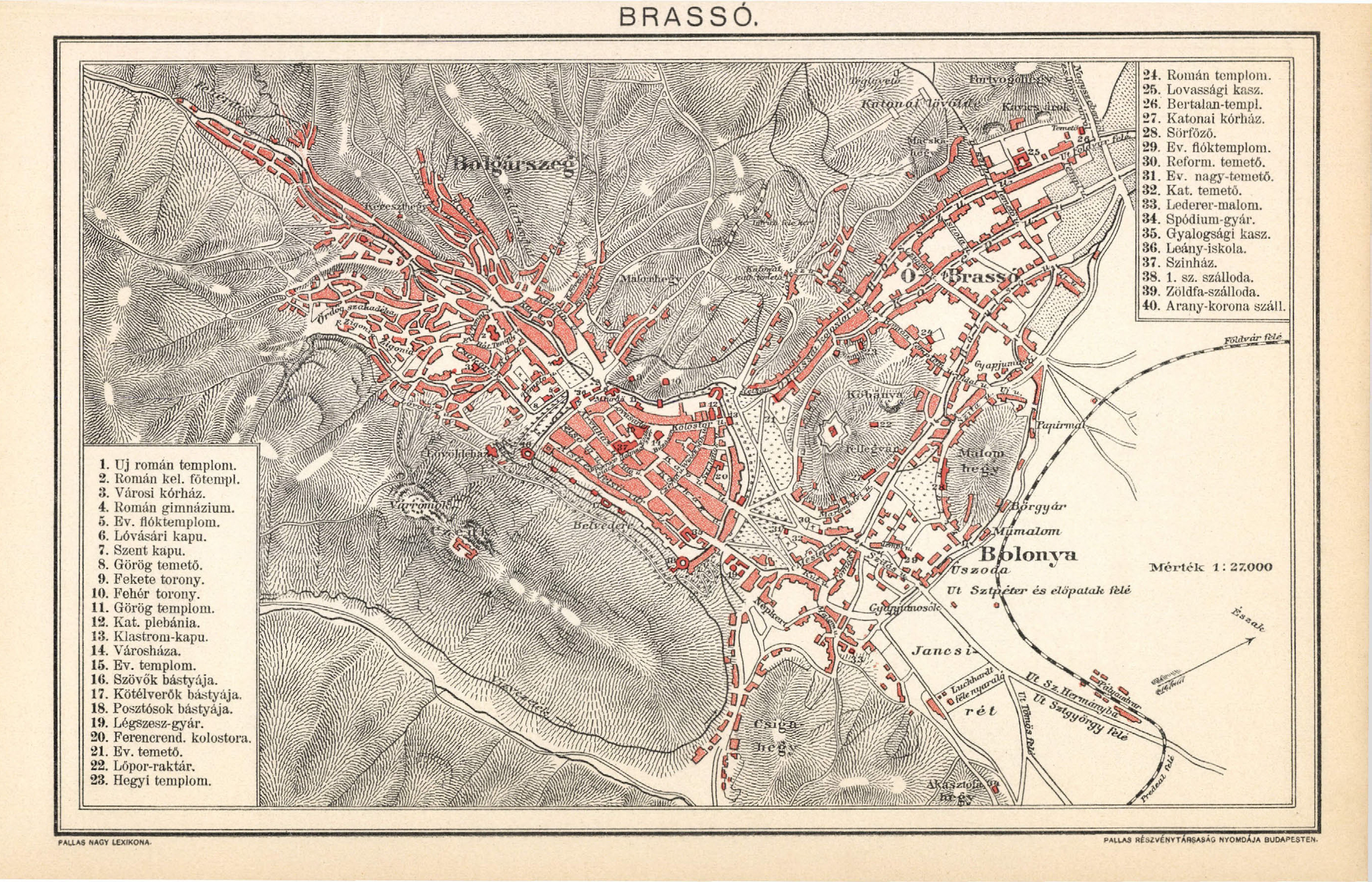
Brassó város térképe, Trianon előtt

Mivel a terület a Tömösi-szoros közelében katonai és kereskedelmi szempontból is kiemelt jelentőséggel bírt, Brassó helyén valószínűleg már a honfoglalás korában népes – feltehetően bolgárok által lakott – település állt. Ugyanilyen bizonytalanságba vész a Cenk-hegy tetején álló erődítmény múltja is. Az utólag Brassoviának nevezett parasztvár a 13. században már biztosan őrizte Erdély kapuját, de a vélemények megoszlanak arról, hogy IV. Béla, a Német Lovagrend vagy esetleg még Szent István emeltette a falait.
Brassó ismert története a Német Lovagrend érkezésével kezdődik. A keresztes lovagok 1211-ben adományul kapták a települést II. András királytól, és az eredeti elképzelések szerint bázisul szolgált volna a Kárpátokon túl elterülő havasalföldi és moldvai területek keresztény hitre térítéséhez, illetőleg az ottani magyar uralom biztosításához.
1285-ben a tatárok felgyújtották a várost. 1384-ben, a tatárjárások következményeként elkezdték a városfalakat építeni. 1421-ben II. Murád török szultán elfoglalta Brassót, és földig romboltatta a falakat. A város visszafoglalása után 1427-ben Luxemburgi Zsigmond király itt tartott országgyűlést. Hunyadi János 1455-ben engedélyezte a brassóiaknak, hogy a cenki vár romjait felhasználva újjáépítsék a város falait. 1467-ben Mátyás király, moldvai hadjárata idején Brassóban pihent meg.
A mohácsi csatavesztés után a város I. Ferdinánd oldalára állt, és elűzte Szapolyai Jánost és csapatait. Szultáni hozzájárulással Petru Rareș betört Erdélybe és 1529. június 29-én legyőzte Földvárnál Ferdinánd seregét, valamint megrohanva Brassót, elfoglalta a Fellegvárat, amit le is rombolt. 1534-ben Lodovico Gritti 7000 főnyi törökkel táborozott a vár falai között, várva Erdély nagyjainak hódolatát. 1599-ben pedig Vitéz Mihály foglalta el a várost.
A 16. században Brassó már fejlett, 8000 lakosú város volt. 1580 körül jelent meg Nireus (Nyirő) János nyomdász műhelyéből, az első Brassóban nyomtatott magyar nyelvű könyv, a Fons Vitae, Az életnek kvtfeie (kútfeje), évmegjelölés nélkül. 1603-ban itt halt meg Székely Mózes, a IX. Radu Șerban vajda seregével vívott ütközetben, és testét itt temették el. 1660-ban a Fellegvárban található lőportornyok felrobbantak, a védőműveket 1667-ben állították helyre.
1688-ban az Erdélyt megszálló osztrák sereg ostromolta a várost, amelyet Johann Friedrich Ambrosius von Veterani tábornok május 26-án a Fellegvárral együtt elfoglalt és felgyújtatott. II. Rákóczi Ferenc szabadságharca idején Brassó nem csatlakozott a fejedelemhez, ezért a kurucok a várost kifosztották.

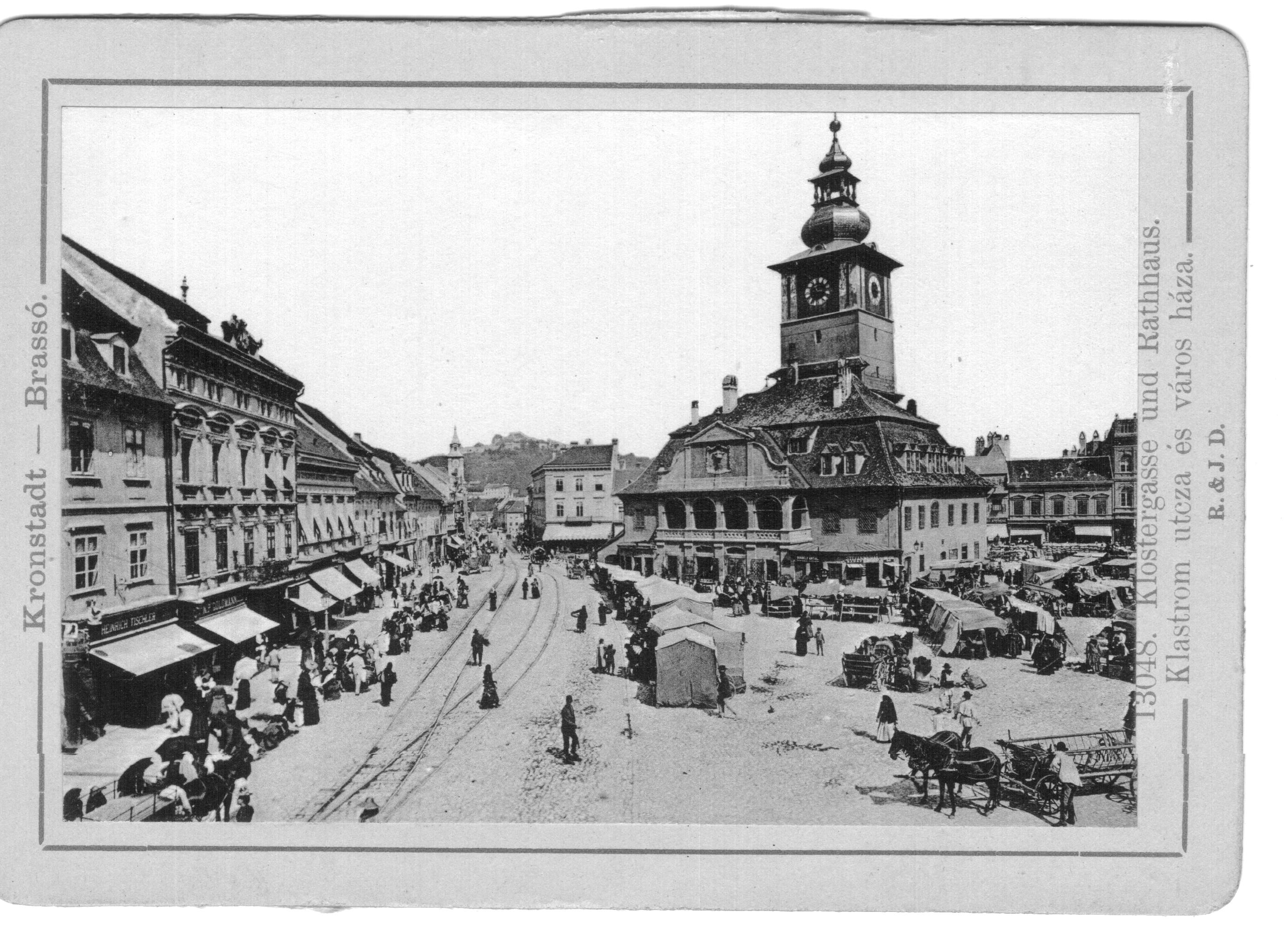
A Városháza a 19. század végén

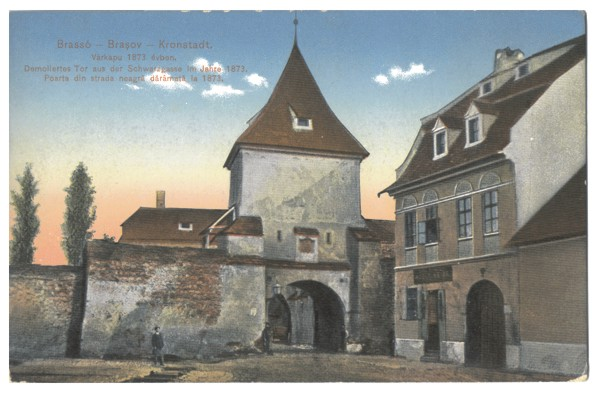
Képeslap 1873-ból

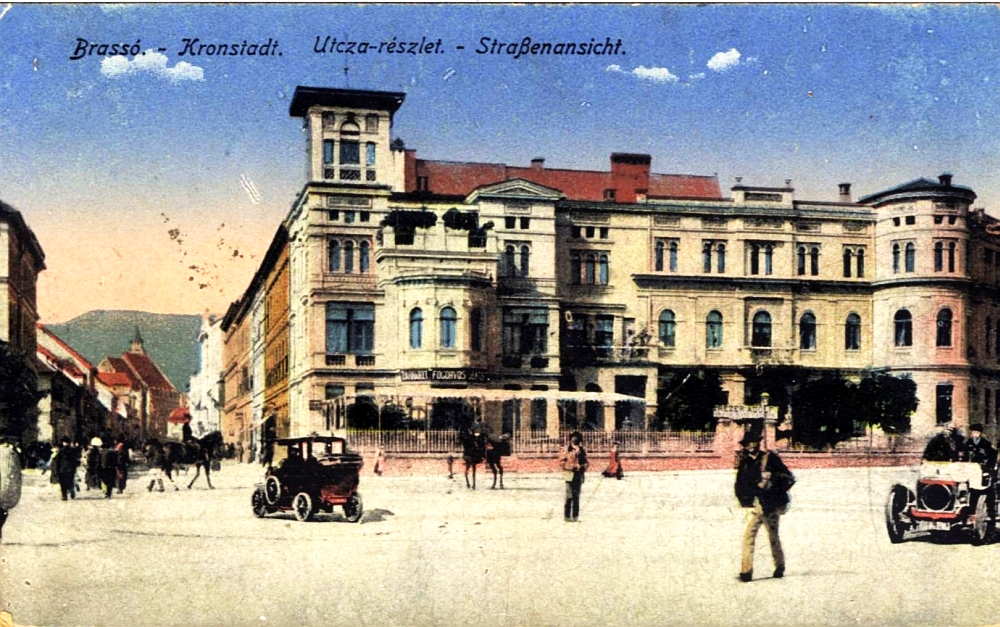
A Kertsch-villa 1910-ben

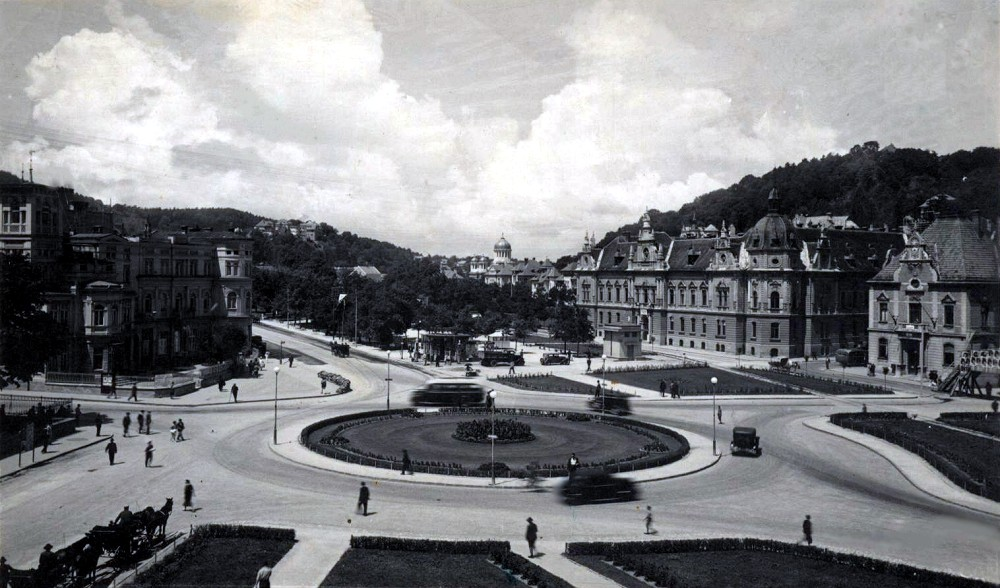
Brassói kép 1930-ból

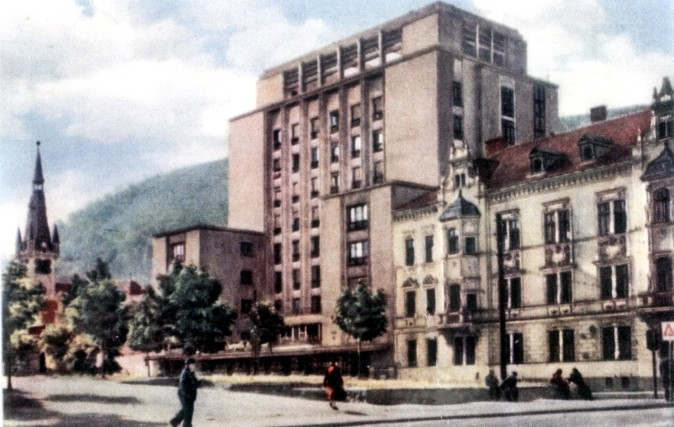
Az Aro Hotel és az 1964-ben lerombolt református templom, 1939-ben

1611. július 8-án itt szenvedett vereséget Báthory Gábor erdélyi fejedelem a moldvai vajda és a brassói szászok egyesült seregétől. 1689. április 21-én Antonio Caraffa felgyújtatta a várost, híres temploma, a Fekete templom falai azóta feketék. A következő években a kurucok kifosztották, 1849 márciusában pedig Bem tábornok foglalta el. 1849. június 19-én a cári csapatok szállták meg, és a Fellegvárat egy napi ostrom után bevették. Ezután a város védelmi jelentősége megszűnt.
Andrei Șaguna kezdeményezésére, 1850-ben megalakult az első román nyelvű gimnázium, amely a mai napig alapítója nevét viseli.
Az első távíróvonal 1854-ben jött létre Brassó és Nagyszeben között. Az első vonat 1873. március 30. napján haladt át a városon. Később, 1879-ben megépült a Brassó–Bukarest vasútvonal. 1889-ben beindult az első telefonközpont, 22 előfizetővel. Brassó első villamosvonala 1891-ben a Városház tértől a Bertalan-negyedig haladt (mára már megszűnt).
1916. augusztus 28-án behatolt Brassóba a Román Hadsereg. Ugyanekkor, dr. Gheorghe Baiulescu lett Brassó első román nemzetiségű polgármestere. A román hadsereg egy részét azonban megsemmisítették a Bertalan-negyedben. 1930-ban megalakult az első villamosenergia-szolgáltató üzem. 1940. november 10-én 7,4-es erősségű (Richter-skála szerinti) földrengés rázta meg a várost. 1943–44-ben amerikai repülőgépek több ízben is lebombázták a várost. 1945 januárjában megkezdődött, a brassói szászok deportálása a Szovjetunióba.
1960-ban megépült a városközpontban található Drámai Színház.1968-ban első alkalommal tartották meg az Aranyszarvas Nemzetközi Fesztivált. 1971-ben megalakult az első brassói egyetem. 1977. március 4-én ismét hatalmas, 7,2-es földrengés rázta meg a várost, amelynek következtében számos épület megrongálódott. 1986. augusztus 31-én újabb 7-es erősségű földrengés volt.
1987. november 15-én Brassóban zavargások törtek ki a kommunista rezsim és Nicolae Ceaușescu ellen. A megmozdulást hamar leverték és számos felkelő eltűnt vagy börtönbe került. 1989. december 22-én, Temesvárt követve, Brassóban is elkezdődött a kommunista rezsim elleni forradalom, amely sok halálos áldozatot és sebesültet követelt. 1990. május 30-án újabb földrengés volt (6,9-es). 2004. október 27-én ismét földrengés volt (6-os).

### A város védőfala és bástyái

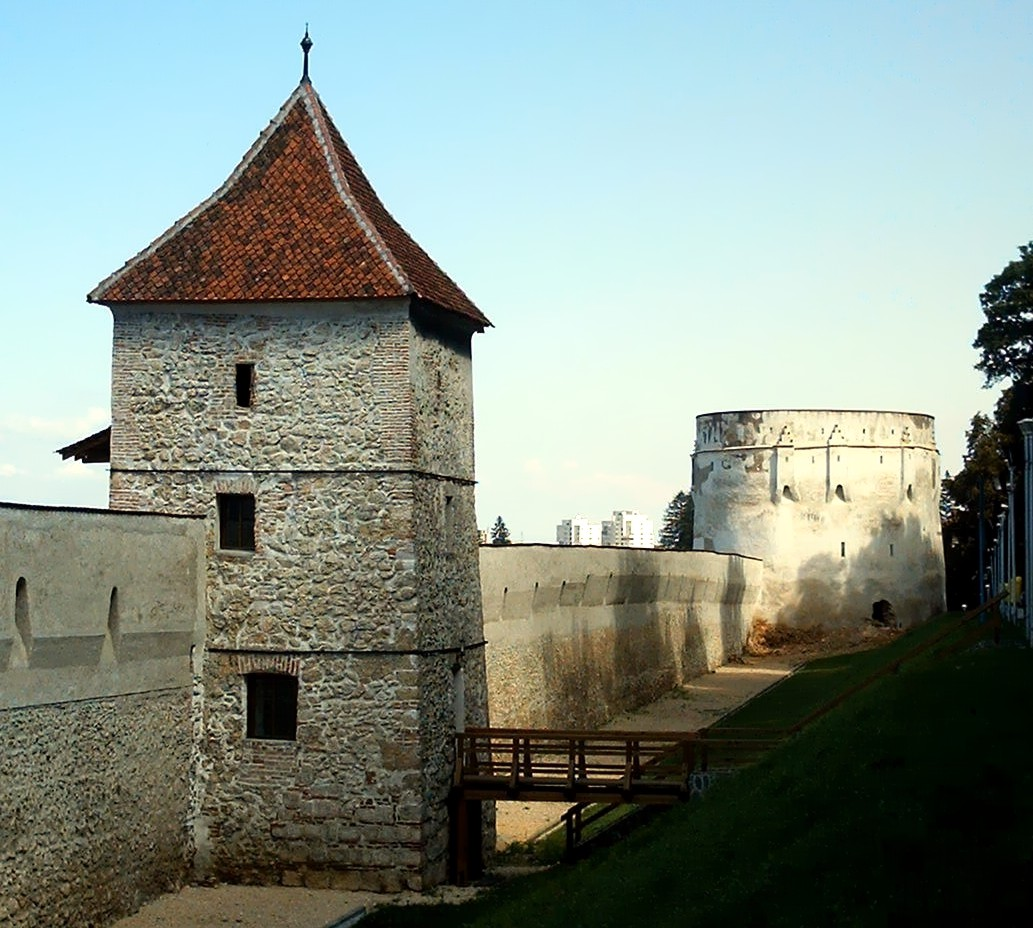
A fal épségben megmaradt bástyái

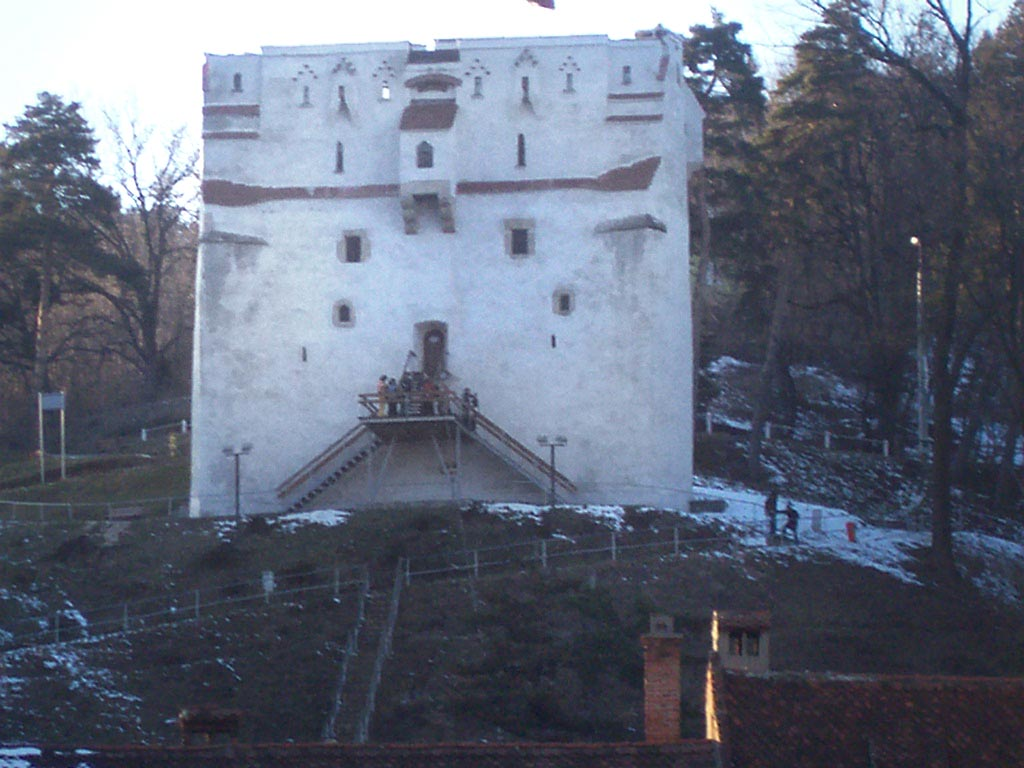
Fehér-torony

Brassót védőfal vette körül, amelynek több része még mai napig épségben megmaradt. A városfal nyugati oldalán két kapu volt, az egyik, a Katalin-kapu (korábban Szentlélek-kapu), amelyet 1522-ben említenek először. A másik a Bolgárszegi-kapu, amit 1827-ben építettek, klasszicista stílusban.
A városfalon eredetileg harminckét torony és bástya volt, amelyek legtöbbje ma is áll. A legjobb állapotban megmaradt bástya a Takácsok bástyája, amely hatszögletes alaprajzú, többemeletes, és fából készült fedett folyosója van. Jelenleg múzeum működik benne.
A Takácsok bástyájától ÉK-i irányban húzódó 920 m hosszú várfalon a Szövetkészítők bástyája található. Innen ÉK-re, a fal végén az eredetileg 12 m magas, 2006-ban romjaiból újjáépített, hatszögletű Kötélverők bástyája van. Itt a városfal nyugat felé fordult egészen Bodnárok bástyájáig (ez a bástya már nincs meg). A ma már ugyancsak nem létező Szíjgyártók bástyája és az Ötvösök bástyája a fal nyugati oldalán álltak. Annak bástyái közül manapság a Fehér torony és a Graft-bástya áll, ami eredetileg felvonóhíddal is rendelkezett. Az innen dél felé húzódó fal az ötszögalaprajzú, háromszintes Kovácsok bástyájába torkollik, amiben jelenleg az Állami Levéltár található.
A város északi oldalán, a régen Hernyó-hegynek nevezett Warte-dombon két hatalmas torony látta el a város külső védelmét. Az egyik torony a 11 m magas, négyszögletes alaprajzú Fekete torony, a másik a félkör alakú Fehér torony.
A Cenk-hegyi várnak ma már csak alapfalai látszanak.

### Az Árpád-szobor

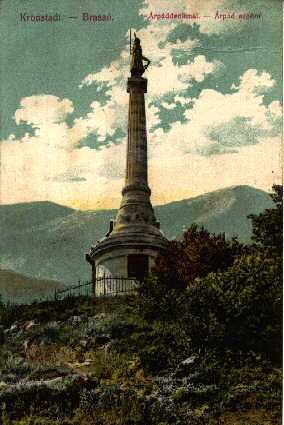
Árpád-szobor a Cenk tetején

Az Árpád fejedelem egyik harcosát ábrázoló szobrot 1896 augusztusában, a honfoglalás 1000. évfordulójára állították fel a Cenk-hegy tetejére. A 20,3 méter magas szobrot Jankovics Gyula budapesti szobrász faragta és 1896. október 15-én, Perczel Dezső belügyminiszter leplezte le. A szobor egy oszlopon álló, 3,5 méter magas harcos, a honfoglalás ismeretlen katonája volt korabeli, egyszerű öltözetben. 1913. szeptember 27-én két besszarábiai, Ilie Catarau és Timotei Kirilov dinamittal felrobbantotta. Bűnösségük csak 90 év elteltével került nyilvánosságra, és most a román nemzet hőseiként emlegetik őket. A szobor a robbantás következtében nem dőlt le, csak megrongálódott, aminek következtében 1913. december 31-én egy nagyobb havazás után összedőlt.
A világháborút követően az emlékmű darabjai a brassói Történeti Múzeum birtokába kerültek, ahol a pincében őrizték őket. A fejrésze 2002-ben került újra nyilvánosság elé, azóta megtekinthető az evangélikus egyház brassói központi hivatalában. Ennek udvarán szeretnének emlékparkot létesíteni, ahová kiállíthatnák a szobormaradványt.
A szobor talapzatának nyomai a mai napig megtalálhatók a Cenk tetején.

### A város megpróbáltatásai
A történelem során számos emberi, természeti eredetű pusztítást állt ki a város:
- Nagy földrengések 1662, 1738, 1802, 1940, 1977
- Vihar 1457, 1490, 1599, 1667, 1673, 1682, 1913
- Tűzvész 1461, 1519, 1689, 1718
- Ostromok 1241 (tatárok), 1421 (törökök), 1438 (törökök), 1658 (tatárok)
- Pestis, és más halálos betegségek, járványok 1495, 1510–1511, 1530–1531, 1572, 1588, 1602

## Népesség

### Általános adatok
Lakossága 2002-ben 284 596 fő volt.
2005-től a környező agglomeráció több települése is beleolvadt a városba, így a lakosság száma 2012-ben 350 000–400 000 között volt.

### A népességszám változása
1910-ben a városnak 41 056 lakosa volt, ebből 17 831 (43,43%) magyar, 11 786 (28,71%) román, 10 841 (26,41%) német.
Trianon után a lakosság összetétele átalakult: jelenleg (2024) mintegy kb. 5%-a magyar, a szász lakosság pedig nem éri el az 1000 főt.

### Etnikai és vallási megoszlás
Etnikai összetétel (a 2002-es népszámlálás szerint):
258 042 román (90,67%), 23 176 magyar (8,14%)  ,1717 német (0,60%), 762 cigány (0,27%), 120 zsidó (0,043%), 103 lipován (0,036%), 83 olasz (0,029%), 71 görög (0,025%), 64 török (0,022%), 56 ukrán (0,019%), 28 csángó (0,0098%), 24 lengyel (0,0084%), 14 tatár (0,0049%), 13 bolgár(0,0045%), 13 cseh (0,0045%), 13 örmény (0,0045%), 12 szerb (0,0042%), 6 horvát (0,0021%), 6 kínai (0,0021%), 4 szlovák (0,0014%), 227 (0,079%) más és 42 (0,014%) nemzetiségi hovatartozásáról nem nyilatkozó lakosa volt Brassó városának.
A város vallási megoszlása:
ortodox: 244 220, római katolikus: 15 790, református: 7193, pünkösdista: 1610, görögkatolikus: 2 926, baptista: 963, adventista: 762, muzulmán: 180, unitárius: 2573, evangéliumi keresztény: 860, óhitű-ortodox: 172, zsinat-presbiteri evangélikus-lutheránus: 2205, evangélikus: 940, ágostai evangélikus: 949, zsidó: 121, más: 2208, felekezeten kívüli: 273, ateista: 238, nem válaszolt: 413.
A magyarok vallás szerinti megoszlása: körülbelül 16 ezer római katolikus, 10 000 református, 3500 unitárius, 1300 evangélikus.
A 2021-es népszámlálás alapján Brassó 237589 lakosából 188862 román (79,5%), és 10942 (4,6%) magyar nemzetiségű.

## Politika
- Polgármester: George Scripcaru

A brassói megyeháza épülete

- Prefektus: Ciprian Marius Băncilă (2017)
- A megyei tanács elnöke: Veştea Adrian-Ioan (PNL)
- Brassói RMDSZ-elnök: Kovács Attila (filozófus)

Mindannyiukat a 2004-es választásokon választották meg.
- További igazgatási szervek

A városi tanács összetétele 2012-től:
| Pártok                              | Tanácsosok száma | Összetétel | Összetétel | Összetétel | Összetétel | Összetétel | Összetétel | Összetétel | Összetétel | Összetétel | Összetétel | Összetétel | Összetétel |
| ----------------------------------- | ---------------- | ---------- | ---------- | ---------- | ---------- | ---------- | ---------- | ---------- | ---------- | ---------- | ---------- | ---------- | ---------- |
| Szociálliberális Unió               | 12               |            |            |            |            |            |            |            |            |            |            |            |            |
| Demokrata Liberális Párt            | 9                |            |            |            |            |            |            |            |            |            |            |            |            |
| Romániai Német Demokrata Fórum      | 2                |            |            |            |            |            |            |            |            |            |            |            |            |
| Dan Diaconescu Néppártja            | 2                |            |            |            |            |            |            |            |            |            |            |            |            |
| Romániai Magyar Demokrata Szövetség | 2                |            |            |            |            |            |            |            |            |            |            |            |            |

## Gazdaság
Brassó gazdaságát nagyban meghatározta földrajzi fekvése: az Erdélyt Havasalfölddel és Moldvával összekötő fő kereskedelmi útvonal kereszteződésénél fekszik, ezért fontos ipari és kereskedelmi központ volt már a középkorban is. Itt alakult meg (bécsi mintára, 1835-ben) Magyarország első takarékpénztára, a Sparkasse, itt létesült az ország első tejgazdasági szövetkezete 1899-ben, a Scherg-szövetgyár 1823-ban (ma Carpatex), a Schiell-gépgyár (1800-ban, ma Hidromecanica), a Haberman-, illetve a Czell-féle sörgyár (ma Aurora) a Kenyeres-, a Jekel-, a Teutsch-féle likőrgyár, a Fleischer-, a Deubel-szalámigyár, a kőolaj-finomító (1853), a cukorkagyár (1899) az Eitel-féle szappangyár (1840), a Teutsch-féle vasöntöde (1833, ma szerszámgyár), a Hubber-bútorgyár (1890), a cementgyár (1891), a Seewald malma (1796).

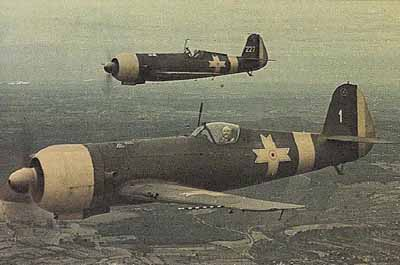
A Brassóban gyártott IAR repülők

Brassóban az ipari fejlődés a második világháború előtti időszakban kezdődött. Az egyik legnagyobb üzem az IAR Brasov, amely a szovjetek ellen használt első román vadászrepülőgépeket gyártotta.
A háború után mezőgazdasági felszereléseket gyártottak itt. A kommunizmus időszakában az iparosítás felgyorsult, nehézipari létesítményeket telepítettek, amelyek sok munkást vonzottak az ország más részeiből. Ezek az üzemek az utóbbi években jelentősen lecsökkentették a termelést, de továbbra is gyártanak traktorokat, teherautókat, helikoptereket stb.

## Közlekedés

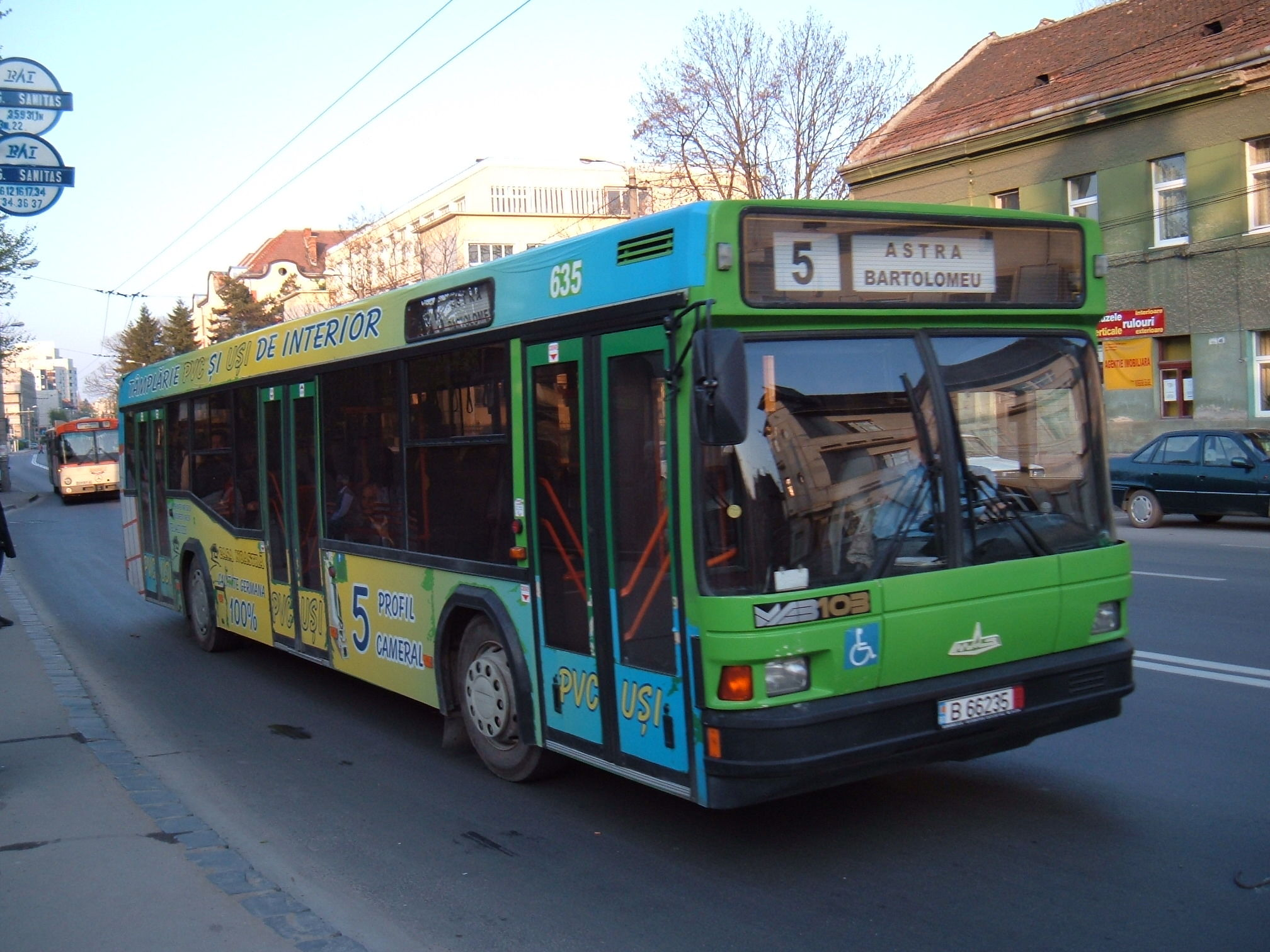
MAZ-103 busz

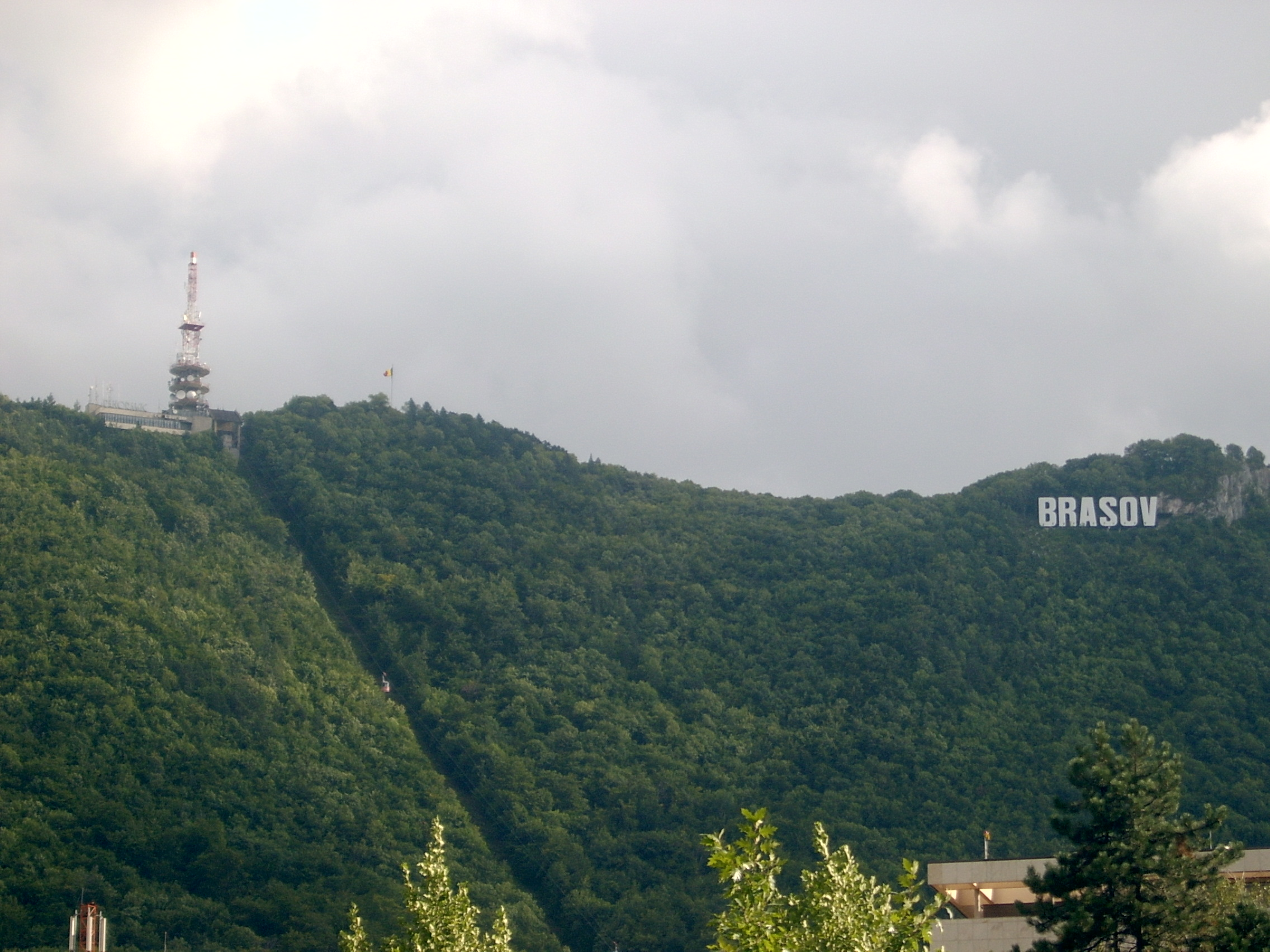
A Cenk és a libegő

Brassó több mint 550 utcából áll, amiknek hossza több mint 260 km. Az utcahálózat nagyon fejlett, világítás, útminőség, jelzőlámpák szempontjából.

### Városi közösségi közlekedés
A város tömegközlekedése buszokon és trolibuszokon történik. Egy 60 percig érvényes vonaljegy ára 4 lej. A havi bérlet ára 80 lej. Összesen 41 vonalon járnak autóbuszok illetve trolibuszok.
1987 és 2006 között villamos is járt Brassóban, mely a Traktor és Astra negyedeket kötötte össze.
Brassóban 7 taxis vállalkozás létezik. A város területén a nappali fuvardíj 2,19 lej/km. A városban autókölcsönző is működik.
A Cenk-hegyre libegővel lehet feljutni.

### Vasút
Brassóban található Románia egyik legfontosabb vasúti csomópontja. A városban négy vasútállomás található: Központi vasútállomás, Bertalan, Derestye, Triaj (rendezőpályaudvar).
A vonatok menetrendje megtekinthető itt Archiválva 2018. november 2-i dátummal a Wayback Machine-ben.

### Főútvonalak
- Nemzetközi utak:
  - E60-as európai út: Bécs – Budapest – Nagyvárad – Kolozsvár – Marosvásárhely – Brassó – Bukarest – Konstanca
  - E68 (európai út): Szeged – Arad – Nagyszeben - Brassó
  - E574 (európai út): Craiova – Brassó – Bákó
- Nemzeti utak:
  - DN 1: Nagyvárad – Nagyszeben – Fogaras – Brassó – Bukarest
  - DN 1A: Brassó – Négyfalu – Bratocea-hágó – Vălenii de Munte – Ploiești
  - DN 10: Brassó – Szászhermány – Bodza-szoros – Buzău
  - DN 11: Brassó – Szászhermány – Ojtozi-szoros – Onești
  - DN 13: Marosvásárhely – Segesvár - Brassó
  - DN 73: Brassó – Törcsvár – Hosszúmező – Pitești

### Repülőtér
Brassó környékén három sportrepülőtér van: Vidombák, Prázsmár, és Barcaszentpéter területén. Vidombákon jelenleg (2022) folyik egy nemzetközi repülőtér (Aeroportul Internațional Brașov-Ghimbav) felépítése. Átadását, több halasztás után, 2022-ben tervezik.
A második világháború idején működött egy katonai reptér az IAR gyár mellett, azonban a szovjet megszállás idején bezárták.

## Kultúra

### Brassó magyar irodalmi élete

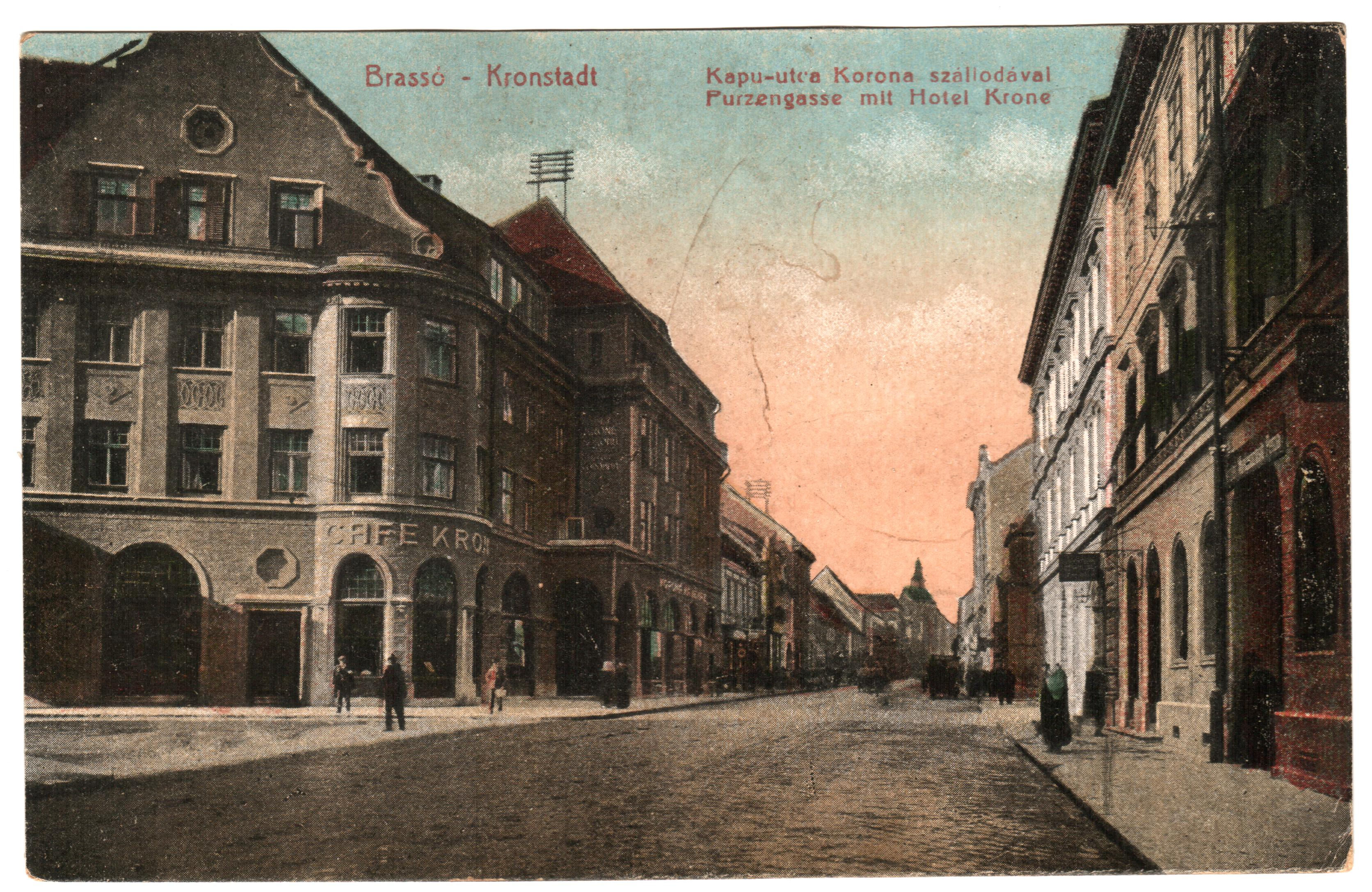
Korona Szálló

Brassó irodalmi élete a román, német és magyar egymásra hatások és kapcsolatok közt alakult ki. A szász Honterus, s a román Coresi mellett már 1581-ben feltűnt Szebeni Nyírő János, akinek magyar nyelvű bibliai idézetgyűjteményét a British Museum őrzi. A reformáció alkalmat adott mindhárom nyelv irodalmi érvényesülésére. A város híres szász gimnáziumában 1637 óta a magyar nyelvet is tanították. Előbb a felekezetek, majd a 19. század polgári és munkás egyesülései a helybeli magyarságot is gazdag, sokoldalú szellemi termésre bírták. Az 1830-as években egyszerre indult meg itt a város első három újságja, a Siebenbürger Wochenblatt, a Gazeta de Transilvania és az Erdélyi Hírlap szépirodalmi mellékletével, a Mulattatóval. 1849. április 16-án Veszely Károly szerkesztésében megjelent, s 19 számot ért meg a Brassói Lap, melynek néptestvériséget hirdető szellemét, nemkülönben Zajzoni Rab István, Koós Ferenc és az 1887-ben alakult Magyar Munkás Olvasó Egylet örökségét szívesen idézte a brassói sajtó és közélet.
Itt fejezte be tragikus költői pályáját a szabadságharcos Zajzoni Rab István, itt adta ki emlékiratát Koós Ferenc. A helytörténet és néprajz magyar vonatkozásait Horger Antal tárta fel, s az 1887-ben idelátogató magyar írók és művészek (köztük Kiss József és a fiatal Benedek Elek) új lendületet adtak a helyi magyar irodalmi kezdeményezéseknek. Ugyanabban az évben alakult meg a szocialisták Magyar Munkás Olvasó Egylete is.
A 19-20. század fordulóján fellendült a brassói magyar sajtóélet, egyszerre több magyar hetilap indult: a Halász Gyula szerkesztette Brassói Szemle; 1919-ben az Előre c. munkáslap (az 1920-as sztrájk után címe Világosság); az egymással versengő lapok közül azonban az 1920-as években a már 1895-ben alapított Brassói Lapok és társlapja, a Népújság tett szert országos hírnévre. Az 1930-as években e lap körül kialakult írógárda, élén Kacsó Sándorral, országos szintre emelte a helyi szellemi életet. Innen fakadt a népművelő mozgalom (ÁGISZ, Hasznos Könyvtár), a Brassói Lapok könyvkiadása (Ajándékregénytár) s az új realista írói csoportosulás (Erdélyi Enciklopédia). Itt bontakoztak ki a magyar–szász irodalmi kapcsolatok is a két világháború között. Brassóban, Nagyenyeden és Kolozsvárt a brassói Klingsor és az Erdélyi Helikon írói közös felolvasó estet rendeztek, egyre több a kölcsönös fordítás.
Az 1944. augusztus 23-i átállás után, október 22-én Kurkó Gyárfás, majd Szemlér Ferenc szerkesztésében indult meg a demokratikus Népi Egység, ezt 1947 februárjában Sepsiszentgyörgyre helyezték, s Brassóban csak 1963-tól követte az Új Idő (1969-től Brassói Lapok cím alatt). E lap körül alakult ki a brassói magyar diákság tudományos és irodalmi élete lelkes szervezők, mint Apáthy Géza, Szikszay Jenő segítségével; a helybeli román Astra és német Karpaten Rundschau c. folyóirattal szoros együttműködés jött létre a román-magyar-szász irodalmi kapcsolatok ápolására.
Az egykori Brassói Magyar Dalárda és Törekvés Munkás Dalegylet folytatásaként működött a Művelődési Házban a magyar énekkar, egy népszerű színjátszó csoport és bábegyüttes is, a helybeli Dalszínház magyar esztrádegyüttese Szálljon a dal c. nótabokrétájával meghaladta a 100. előadást. A Brassói Lapok kezdeményezésére 1973-ban létesült a helyi Népi Egyetem magyar tagozata, mely helyi és országos hírű előadók meghívásával nemcsak a megyeszékhelyen, hanem Szecselevárosban, Fogarason és Kőhalomban is tudományterjesztő előadás sorozatokat rendezett.
Az 1980-as évek kedvezőtlenül hatottak a román, a szász és a magyar irodalom és kultúra fejlődésére, erős volt a cenzúra, fellendülést az 1989. decemberi rendszerváltás hozott.

### Színházak és filharmóniák

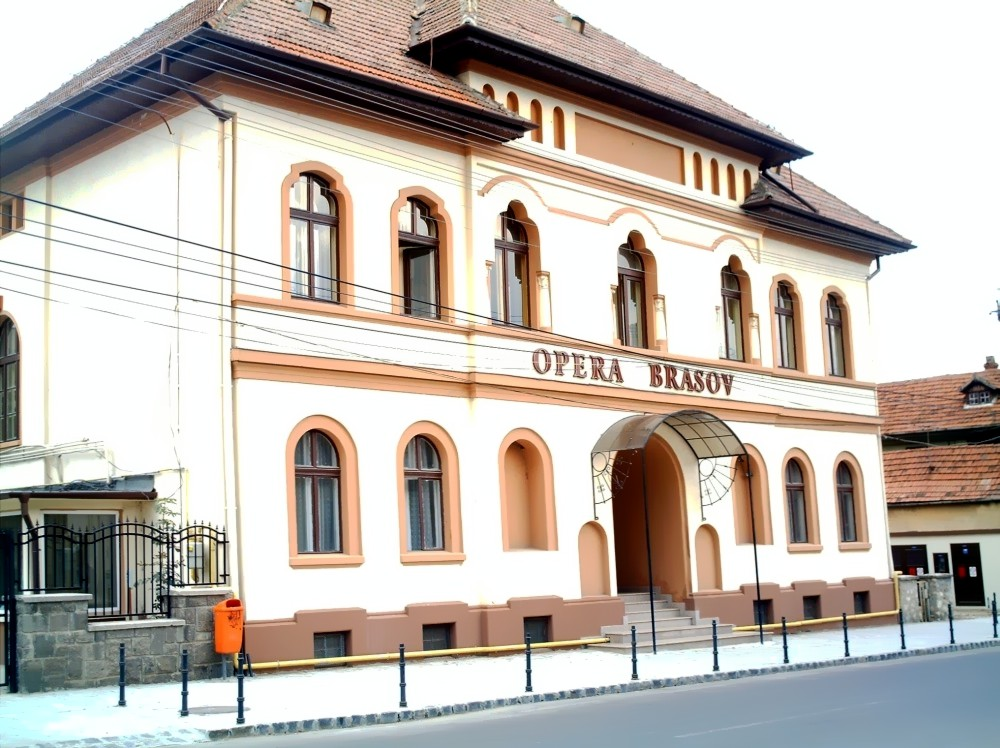
A brassói operaház

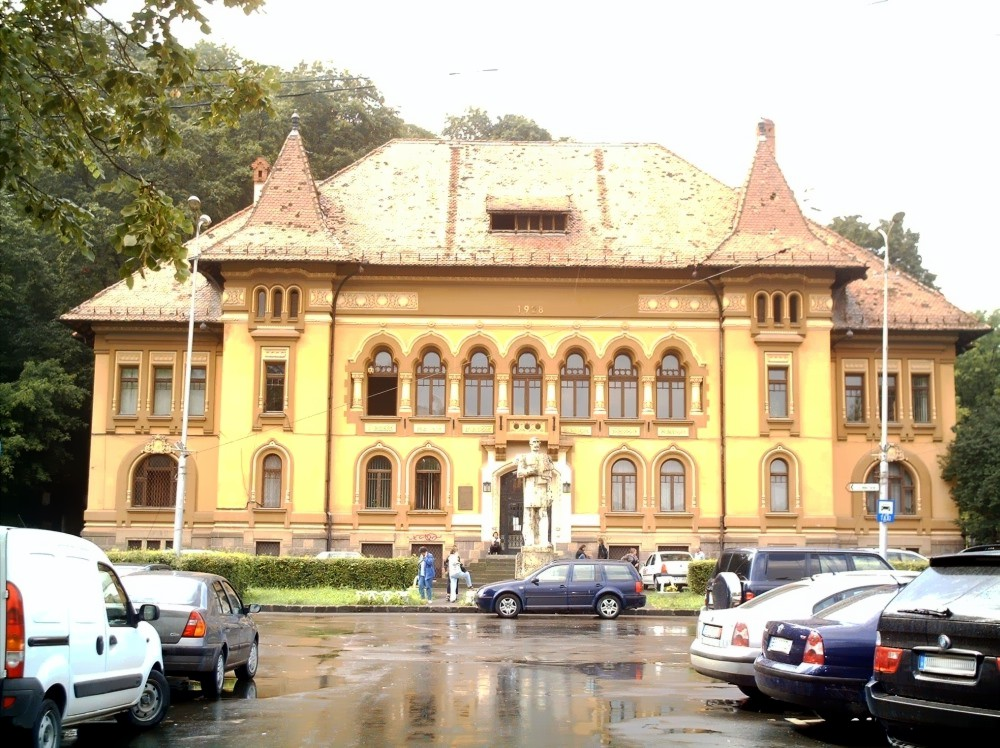
A Brassó Megyei Könyvtár

- „Sică Alexandrescu” – Drámai Színház
- Brassói Opera
- „Gheorghe Dima” Filharmónika
- „Arlechino” bábszínház
- „Reduta” -kultúrház
- Theatre Club

### Könyvtárak
- Megyei Könyvtár
- Francia Könyvtár
- Brit Könyvtár
- A „Transilvania” Egyetem Könyvtára

### Aranyszarvas Fesztivál
1968-ban a román kormány rendelkezésére rendezték meg abból a célból, hogy bebizonyítsák a nyugatnak, hogy Románia nyitott ország. Négy évvel később, Ceaușescu megszüntette, 1992-től újból minden évben megtartják.

### Kulturális rendezvények
- Brassói Magyar Napok - évente
- Reménységházi Sokadalom - évente
- Brassó városnapok- évente
- Jazz és Blues fesztivál – évente
- Kamarazene Fesztivál – évente
- Kortárs-színház Fesztivál- évente
- Fekete templomi orgona koncertek – hetente
- Sör Fesztivál (Berarul mare)- évente
- Aurora Fesztivál (Berarul mic) – évente
- Betakarítás Ünnepe – évente
- Mesterségek Vására – évente (a városnapokkal egyidejűleg)
- Brassói Magyar Színházfesztivál - évente
- Barcasági Gyermekfesztivál -évente

## Oktatás

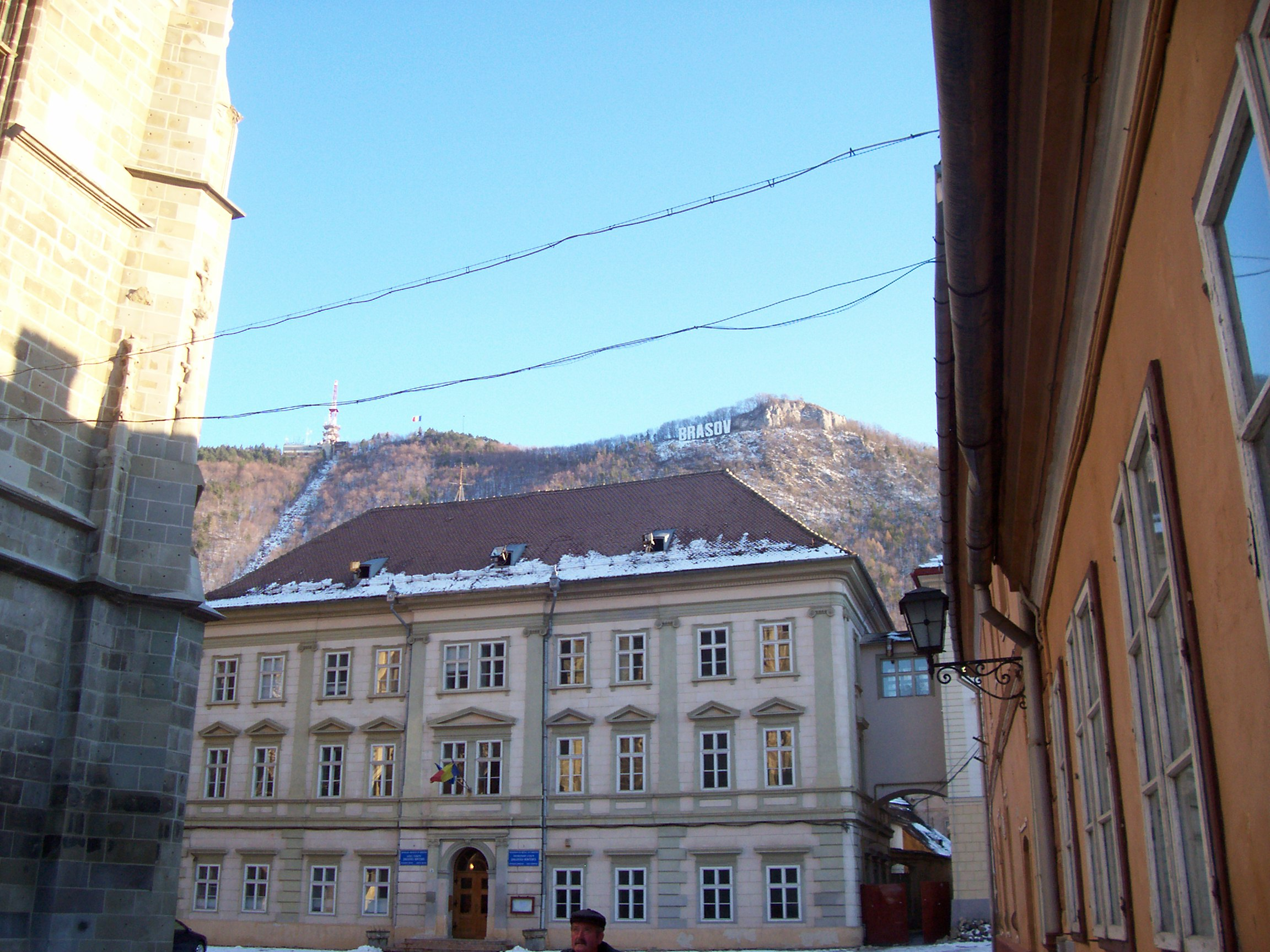
Johannes Honterus iskola

A városban működő első iskolát (és nyomdát) Johannes Honterus alapította, 1539-ben. A nyomdában összesen 23 latin, 9 görög és 5 német könyvet nyomtattak.
1560-tól az 1580-as évek elejéig Coresi diakónus, Brassóban tevékenykedett itt; ószláv és román nyelven cirill betűs egyházi könyveket nyomtatott.
Bár nincs róla okirat, korabeli emlékírók szerint az első magyar iskola létesítését Honterus rendelte el, 1547-ben. Fennmaradt azonban okirat arról, hogy 1560-tól a város magyar tanítót fizetett: évi 10 frt-ot kapott a scholasticus hungaricus. Az iskola a nagytemplom mellett, a harangozó lakásán működött.
A római katolikusok 1837-ben alapítottak iskolát, ahol 1867-ig német nyelven folyt a tanítás, majd áttértek a magyar nyelvű oktatásra.
Később létrejöttek a Bolgárszegen és Óbrassóban, a kereskedelmi iskola (1885), főreáliskola (1889) állami leánygimnázium (1897) és egy nagy hírű középfokú ipariskola (1884). A katolikusok 1901-ben új iskolát építettek, a leányképzést pedig apácákra bízták: ezért 1878-ban megvásárolták és átalakították A Naphoz címzett vendégfogadót (ma az egész épületkomplexum a művészeti középiskolának ad otthont). A reformátusok pedig az 1918-ban, a hadiárvák számára megvásárolt épületükben nyújtottak középfokú képzést, lányoknak.
Jelenleg a magyar nyelvű oktatás, az Áprily Lajos Líceumban (1-12. osztály) folyik, elemi iskolai szintű magyar oktatás pedig városszerte több iskolában is.
Jelenleg a városban 46 óvoda, 28 általános iskola, 7 főiskola, 7 gimnázium, 1 teológiai szeminárium, 11 szakiskola, és 14 egyetemi kar (amelyek egy közös Transilvania Egyetem név alatt tömörülnek) és 4 kollégium működik, meg a repülőakadémia, és 6 magánegyetem.

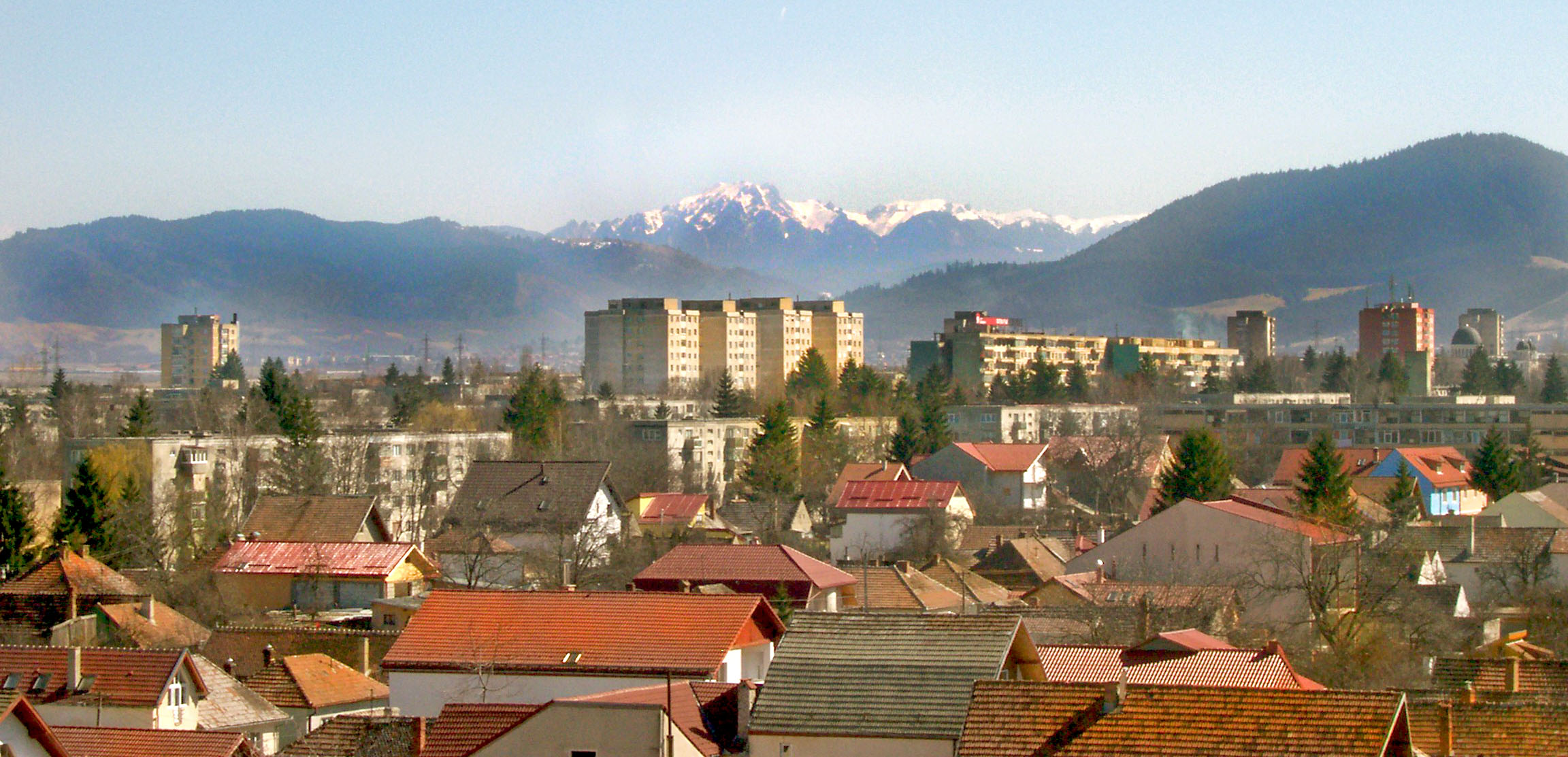
Brassó környéki hegyek

## Sajtó
Írott sajtó: Brassói Lapok, Kronstadter Zeitung, Bună ziua Brașov, Chip, Dacia Jurnal Brașov Gazeta de Transilvania, Monitorul Expres, Transilvania Expres, Zile și Nopți.
TV: Antena 1 Brașov, Mix TV Brașov, Nova TV, Pro TV Brașov, RTT Brașov, TVS Brașov .
Rádió: Radio 21 Brașov, Radio Antena Brașovului, Radio Brașov, Radio Dinamic FM Brașov, Radio Impuls FM Brașov, Radio Kiss FM Brașov, Radio Pro FM Brașov, Radio Special.
Online média: Brassó Info

## Sportélete

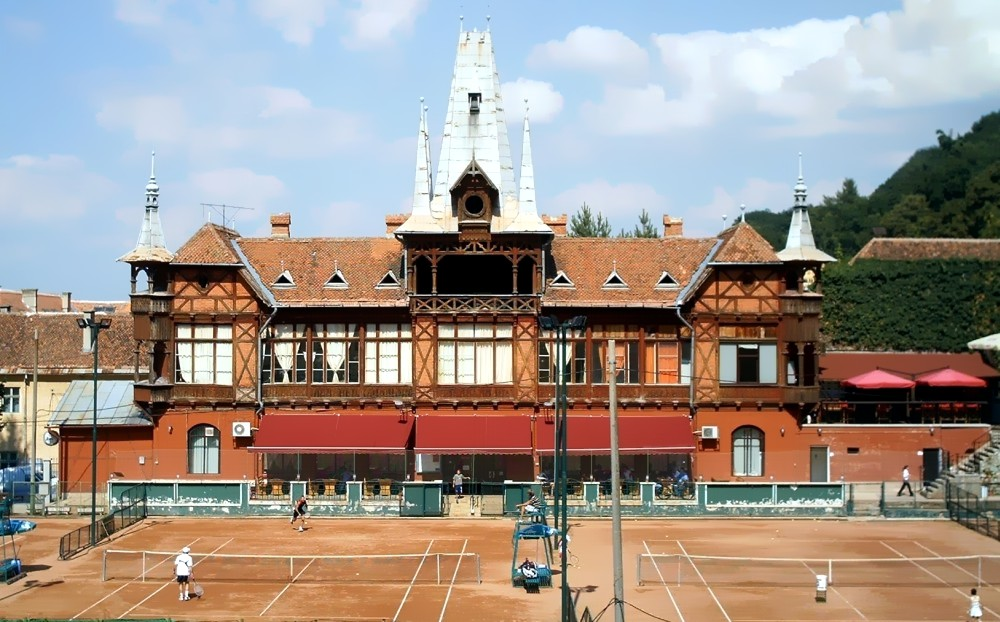
„Olimpia” Sport komplexum

Brassóban jelentek meg a térség első sportegyesületei, még a 19. században (sportlövészet, testnevelési szakiskola). Jelenleg az Olimpia Sport Komplexum a legismertebb, amit főként teniszpályái miatt keres a lakosság.
Sportegyesületek a városban:
- SCM Brasov Fenestella 68
- FC Brașov
- FC Forex Brașov
- Rulmentul Brașov
- Romániai Modern Karate Társaság
- „Olimpia”, sport-komplexum
- Brassói Olimpiai Uszoda
- Tineretului stadion
- Municipal stadion
- Dinamo stadion
- „Ion Țiriac” sport komplexum
- Sportok terme (Sala Sporturilor)
- Alpin uszoda
- ASC Corona 2010 Brașov (jégkorong)

## Látnivalók

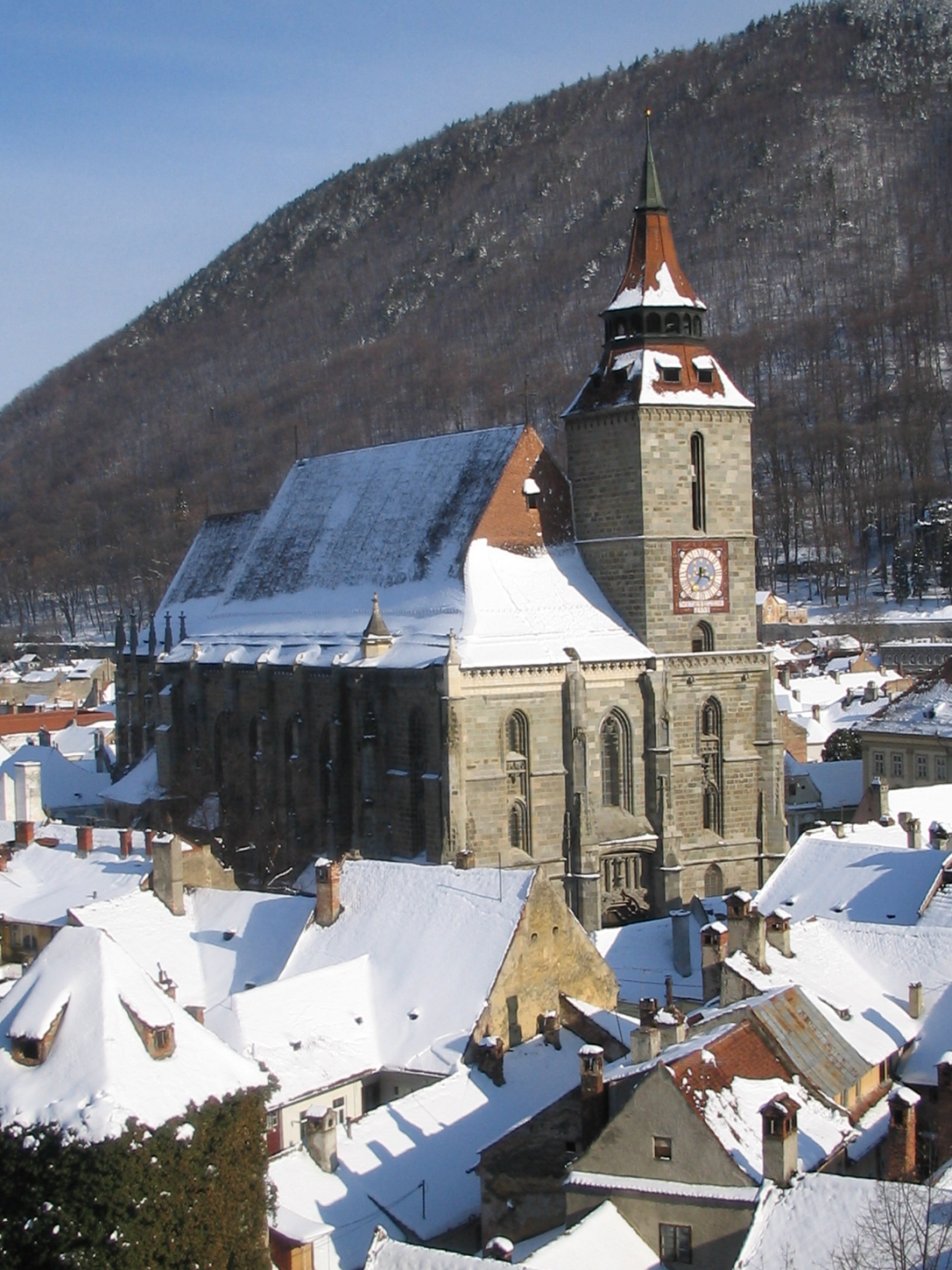
Fekete templom

- A Cenk-hegyen még láthatók Brassovia várának alapfalai. Közelében még kivehetők az 1916-ban lerombolt Millenniumi emlékmű talapzatának maradványai.
- A város védelmét az északi oldalon levő Warte-dombon még két torony, a Fekete és a Fehér torony látta el, amelyek ma is állnak.

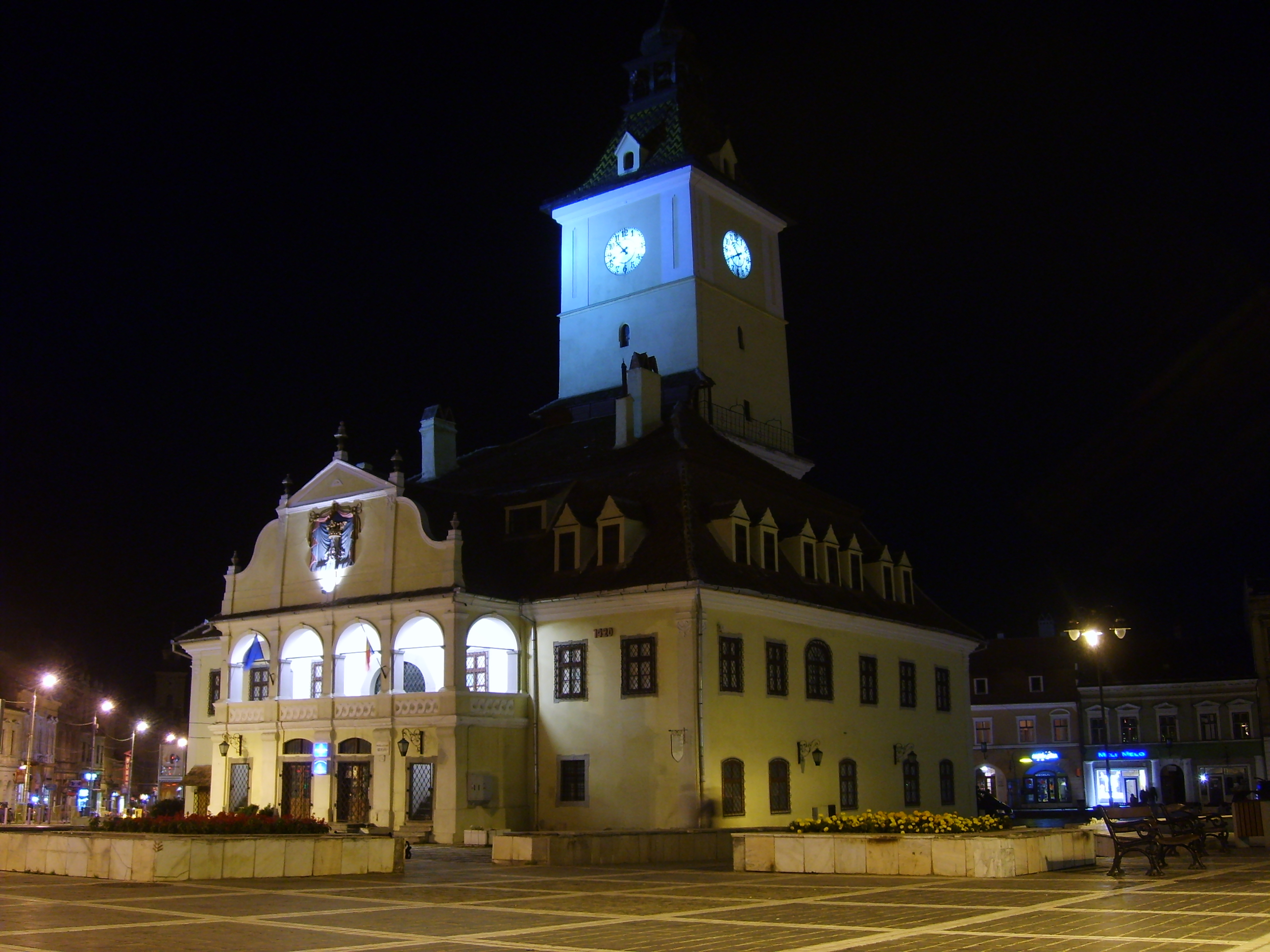
A Tanácsháza, éjjel
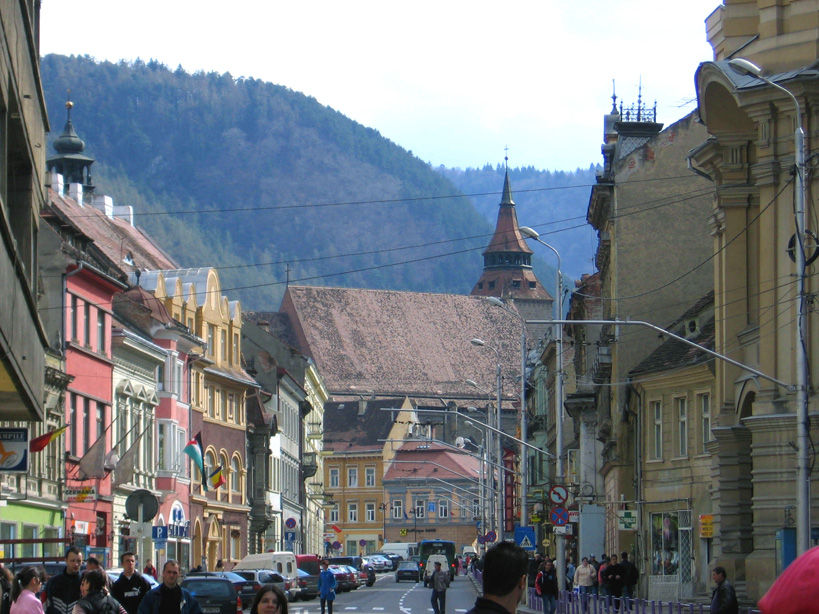
A Fekete templom 1383 és 1424 között épült, az egykori Magyarország legnagyobb temploma volt eredetileg a Nagyboldogasszonynak volt szentelve. Déli kapuja felett Mátyás és Aragóniai Beatrix címere, a reformáció óta evangélikus templom. Mellette áll a nagy reformátornak Honterus Jánosnak a szobra.
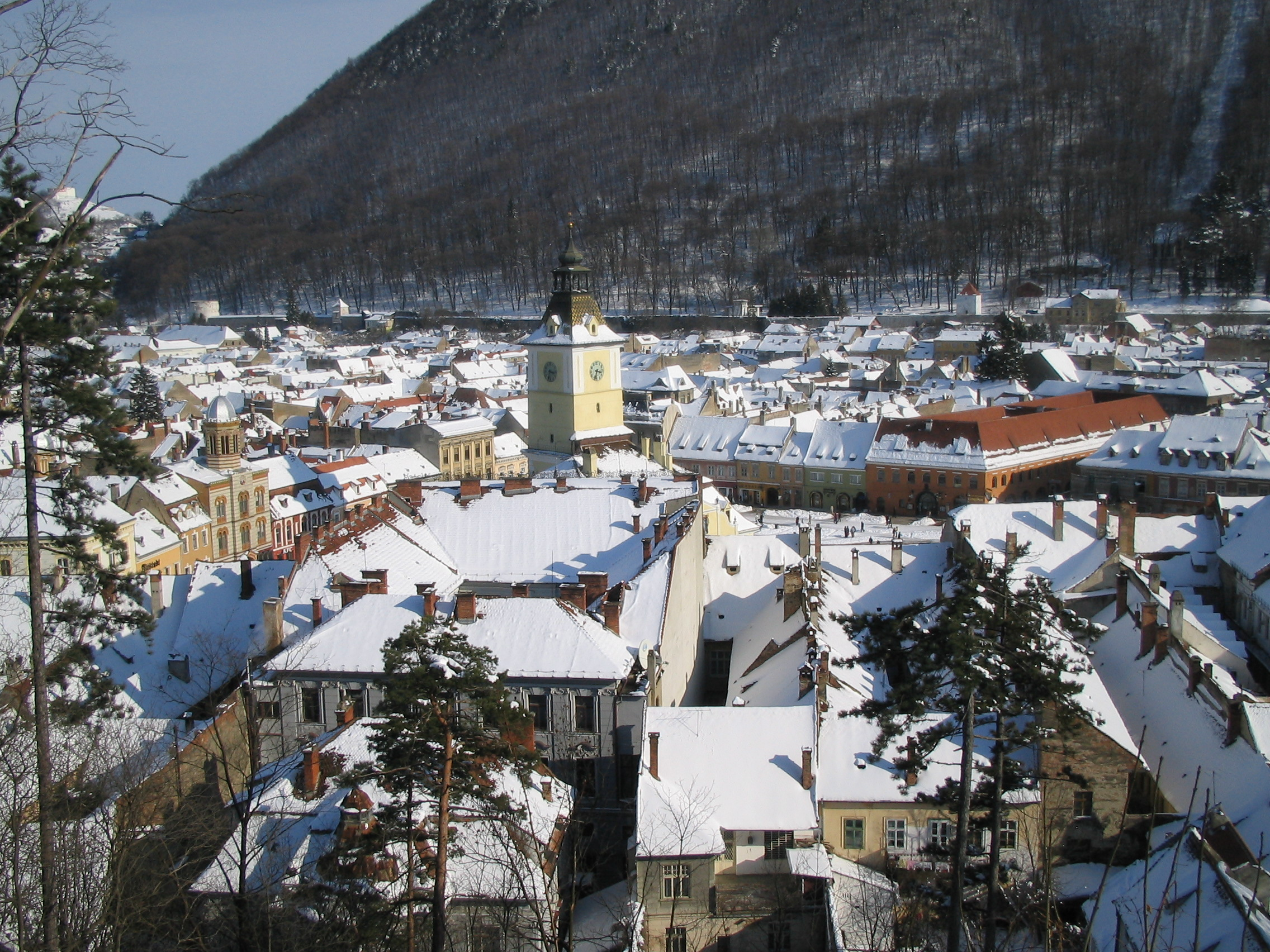
Tanácstér télen
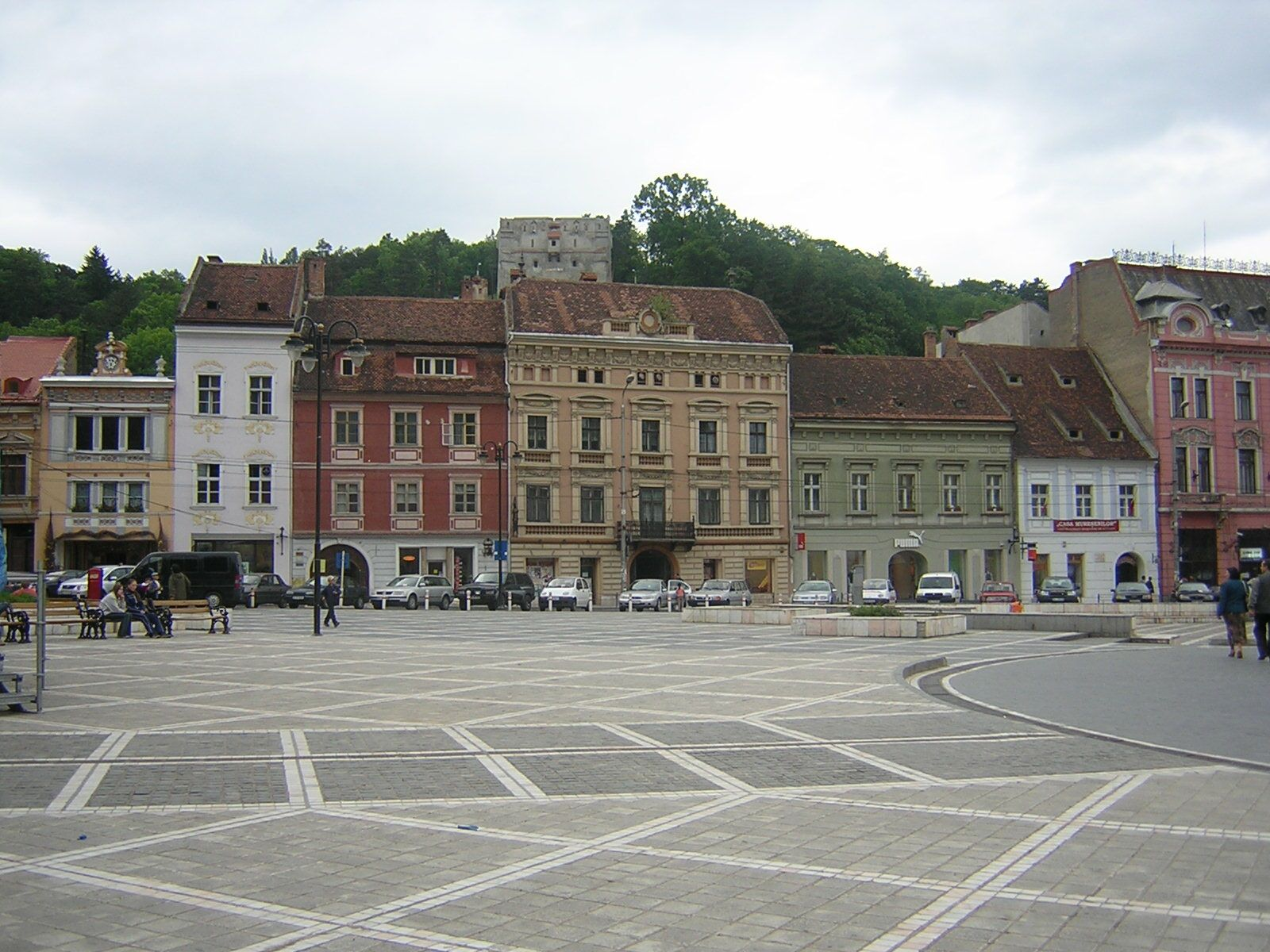
Tanácstér
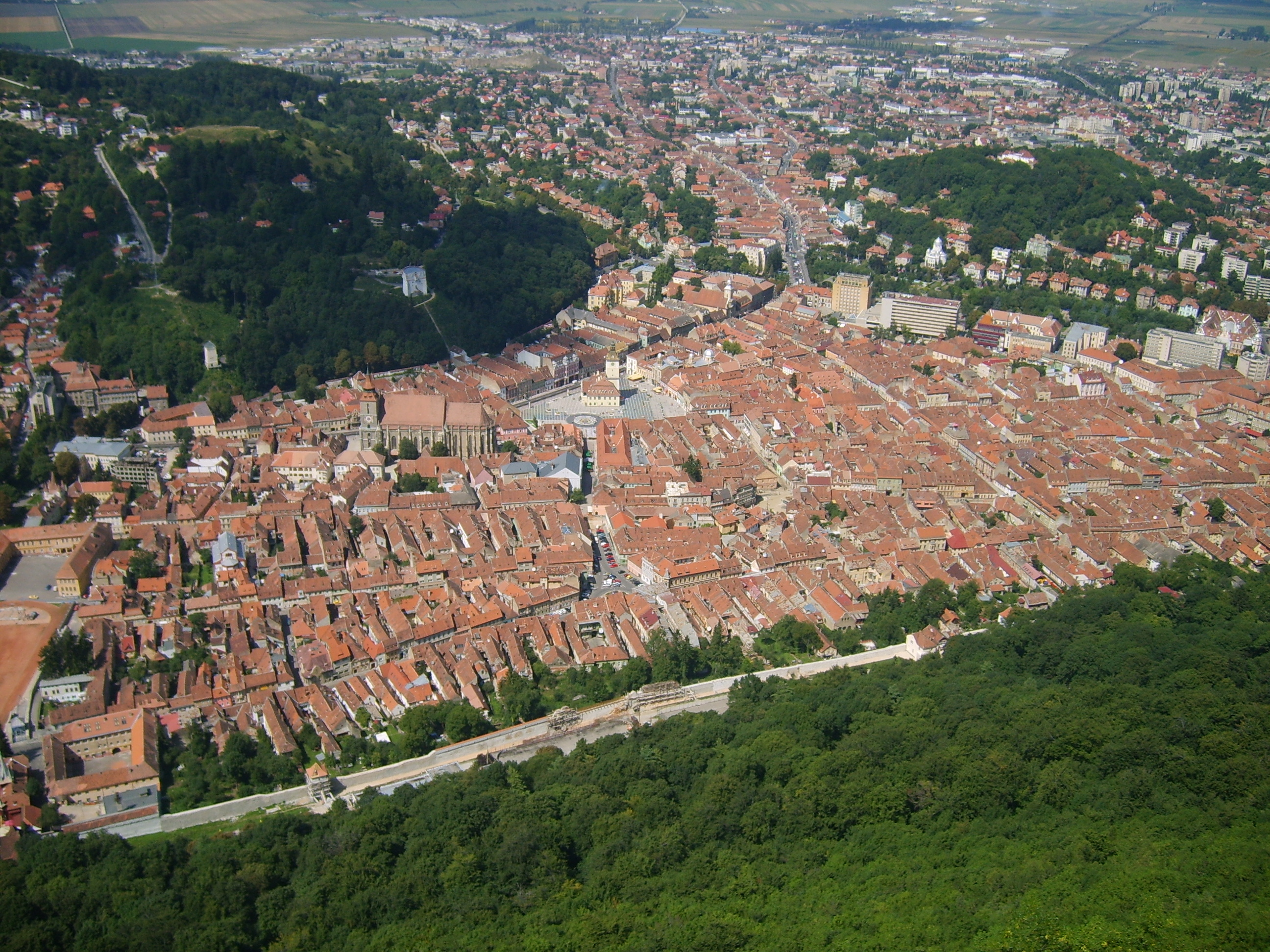
Látkép egy közeli dombról
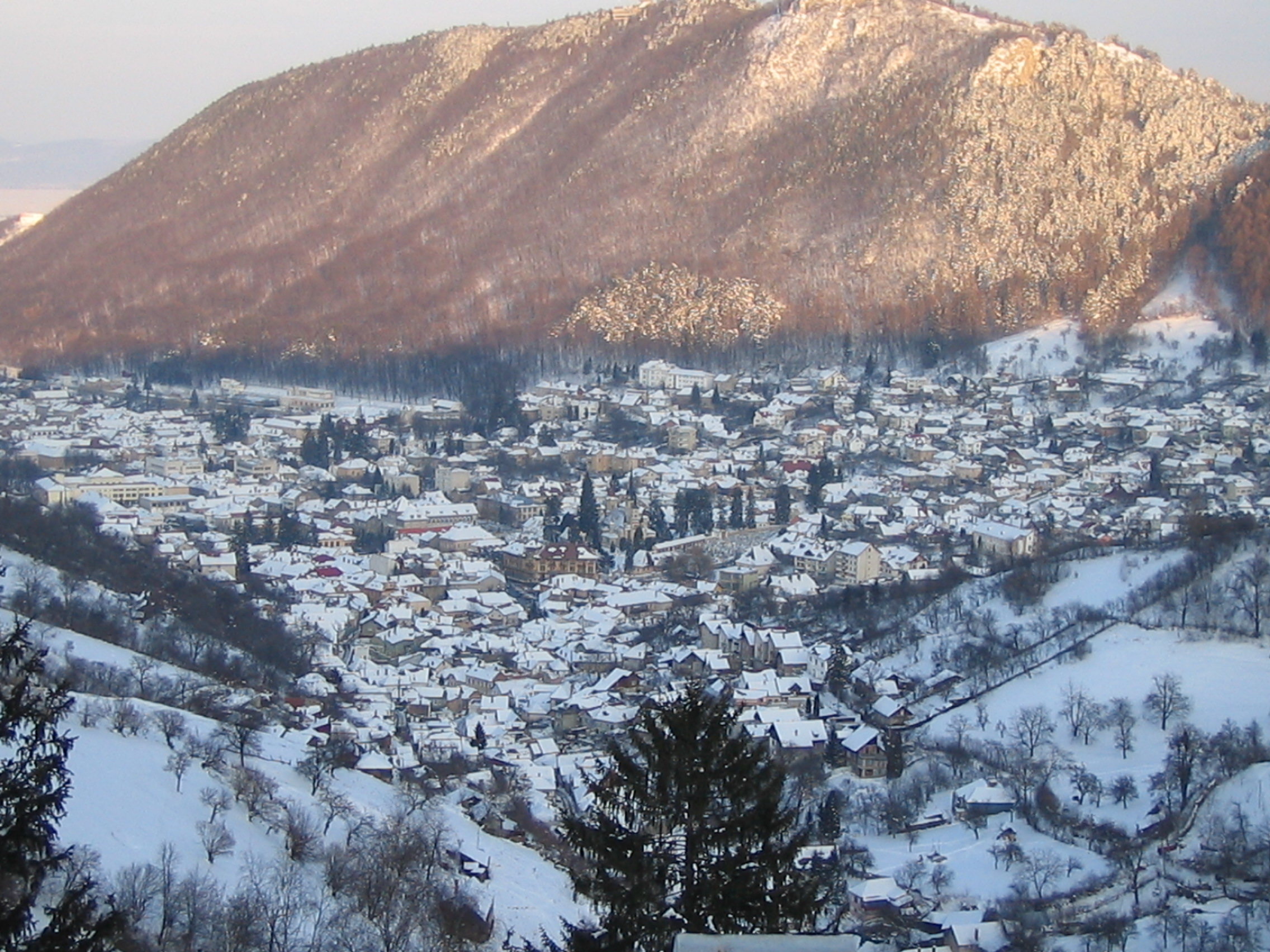
Brassó télen
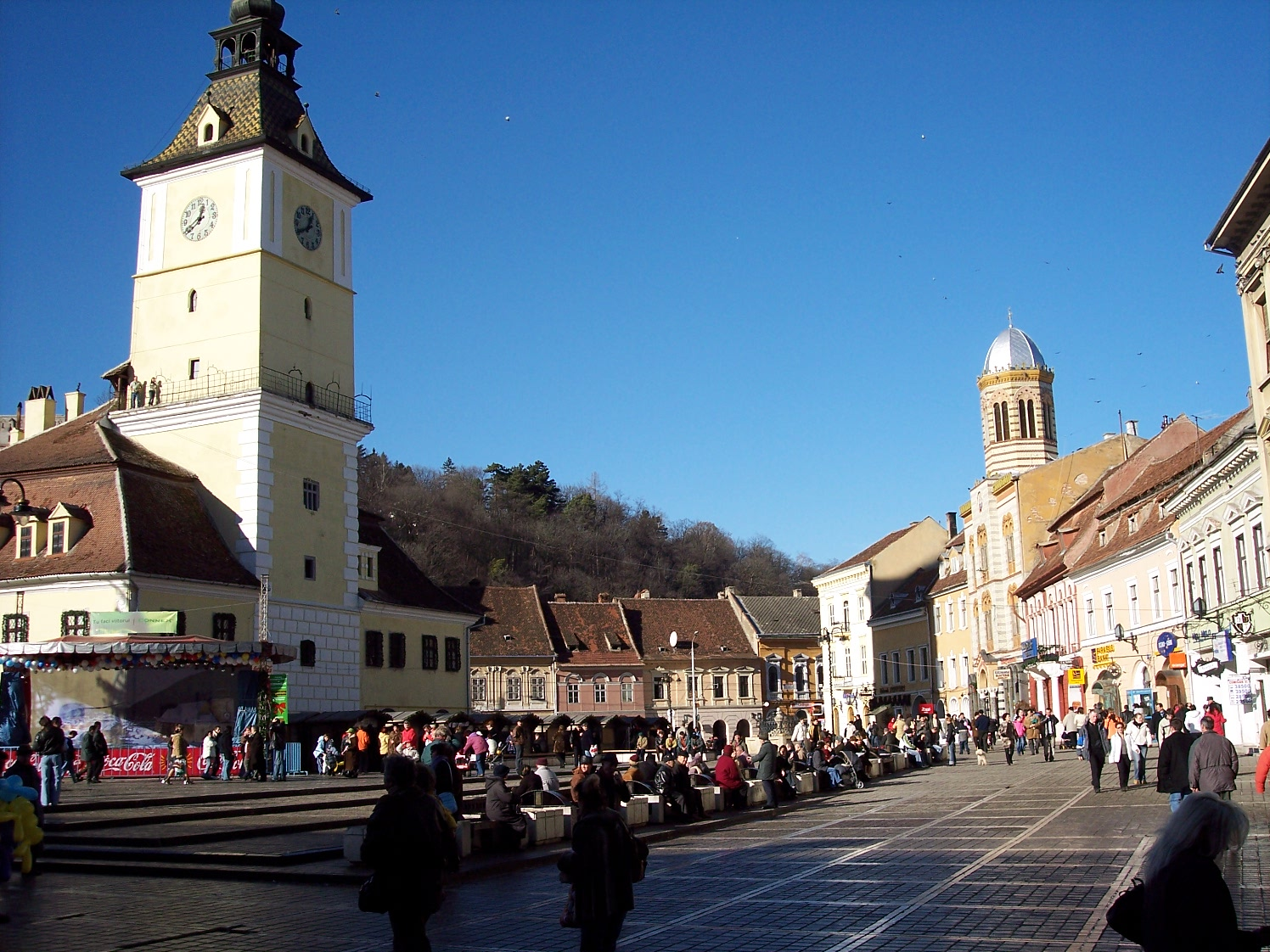
Tanácstér
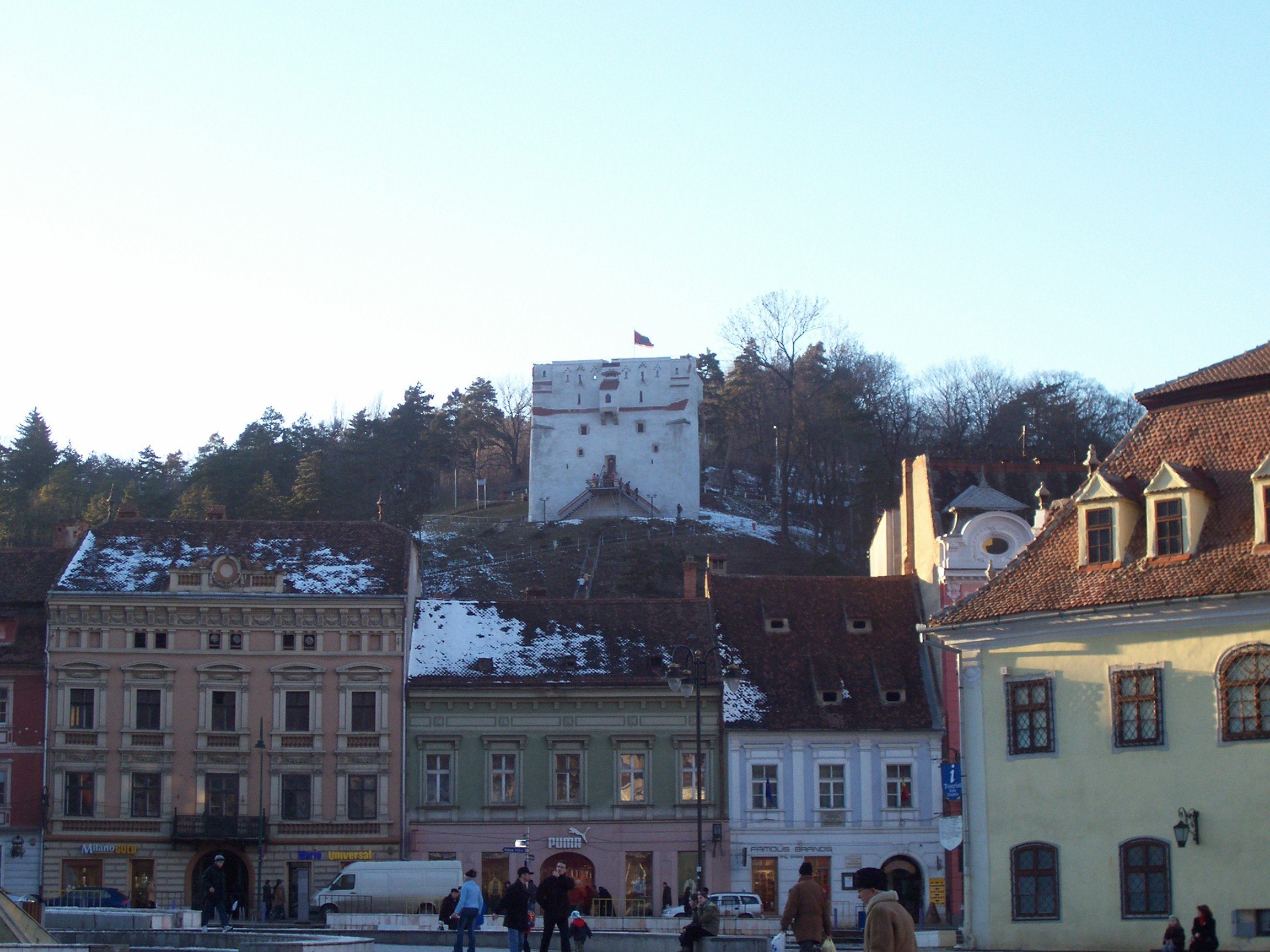
Fehérbástya
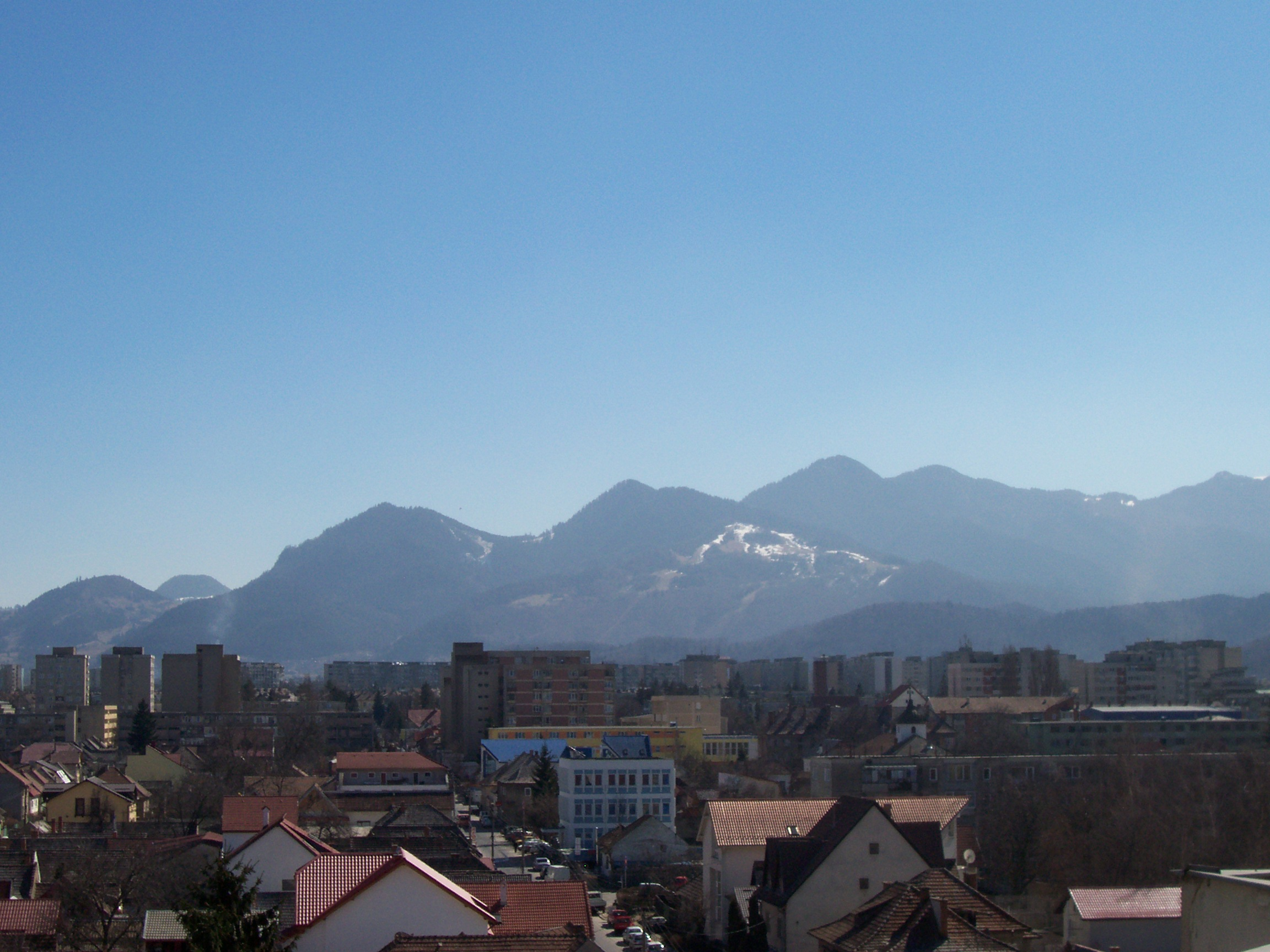
Brassó környéki hegyek és az Asztra negyed. A háttérben Négyfalu is látszik
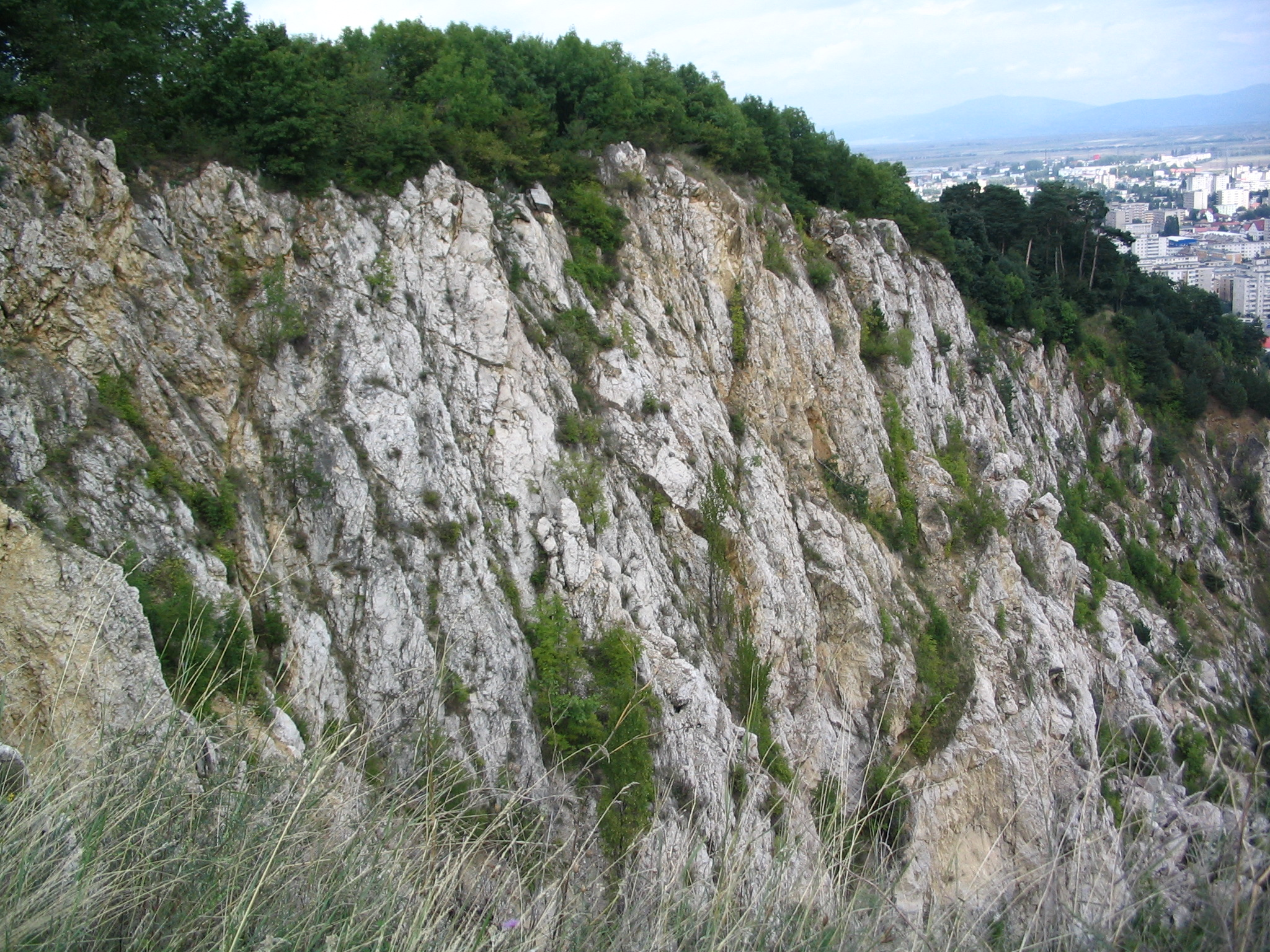
Csigahegy, a Rakodónegyed felől
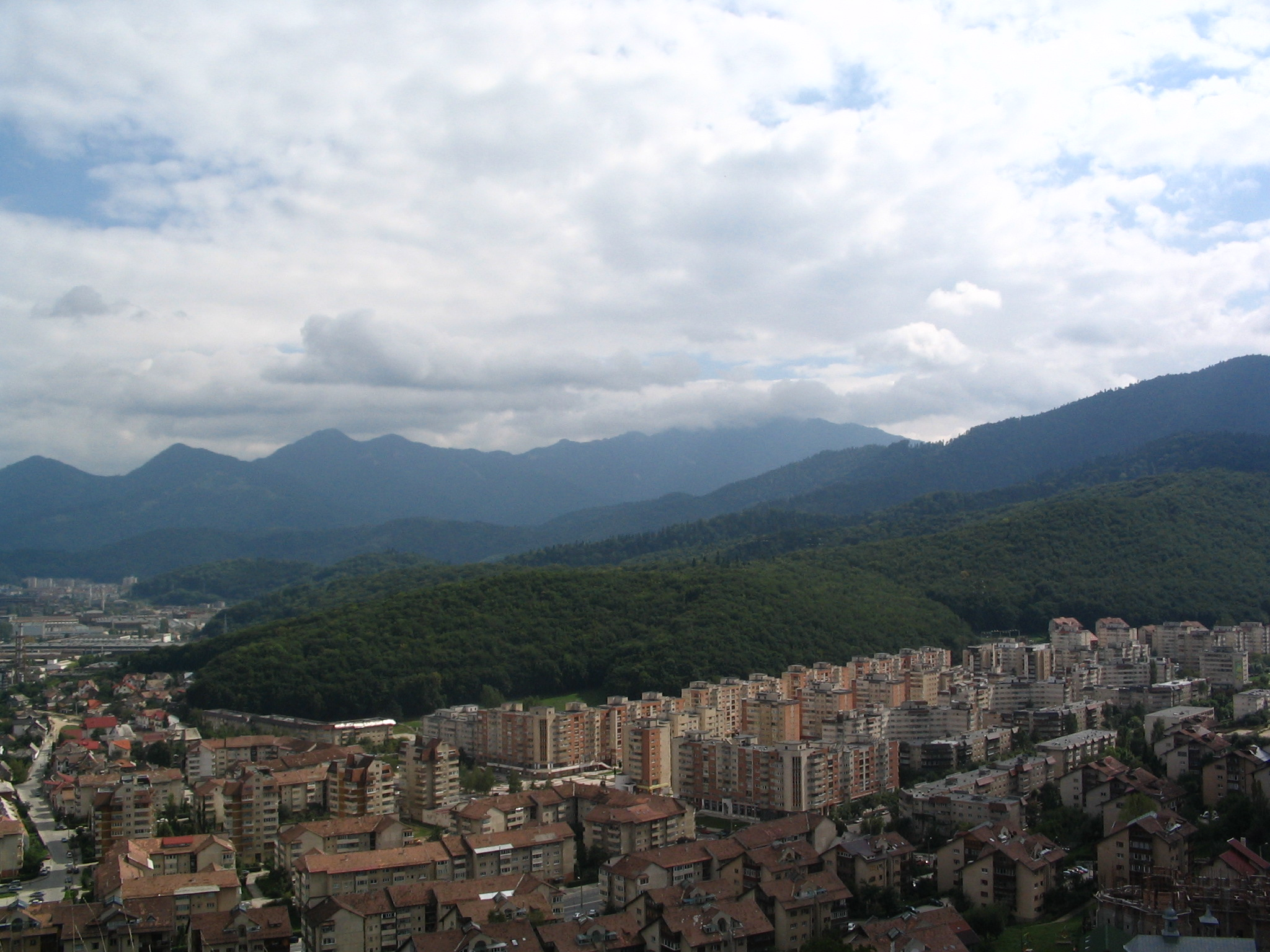
Rakodónegyed
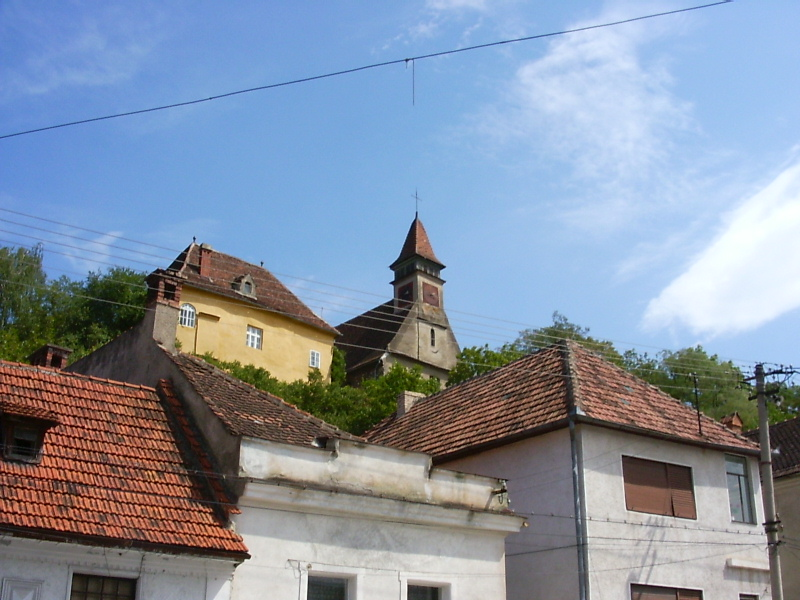
A Szent Márton-templom a Közép utcából
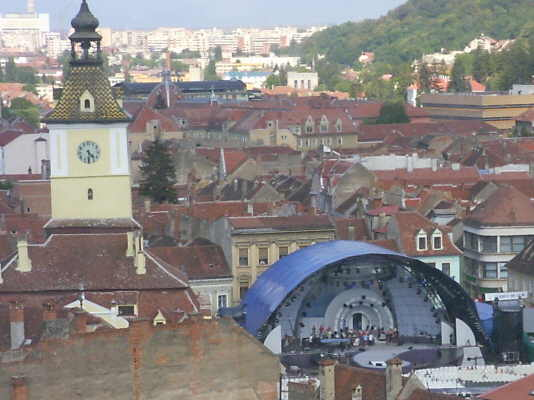
Az Aranyszarvas Fesztivál színpada

- A városháza gótikus eredetű, 1420-ban említik először, a 18. században barokkizálták.
- Brassói Történeti Múzeum, a Régi Városháza épületében
- Mureșenilor Ház
- Szent Miklós-templom
- Az első román iskola
- Barcasági Erődítmények múzeuma
- Fellegvár
- Fekete templom
- Görög templom
- Zsinagóga
- Szent Bertalan-templom
- Szent Márton-templom
- Katalin-kapu
- Néprajzi Múzeum
- Cenkalji sétány (Str. Tiberiu Brediceanu) és Graft menti sétány (După Ziduri)
- Kapu utca (Str. Republicii)
- Klastrom utca (Str. Mureșenilor)
- Rezső-park (Parcul Nicolae Titulescu)
- Állatkert
- Cenk
- Brassópojána
- Salamon-kő
- Beer-villa

| Képek a városról |
| --- |
| - A Tanácsháza, éjjel - Kolostor utca, a háttérben a Fekete templom - Tanácstér télen - Tanácstér - Látkép egy közeli dombról - Brassó télen - Tanácstér - Fehérbástya - Brassó környéki hegyek és az Asztra negyed. A háttérben Négyfalu is látszik - Csigahegy, a Rakodónegyed felől - Rakodónegyed - A Szent Márton-templom a Közép utcából - Az Aranyszarvas Fesztivál színpada |

## Híres emberek

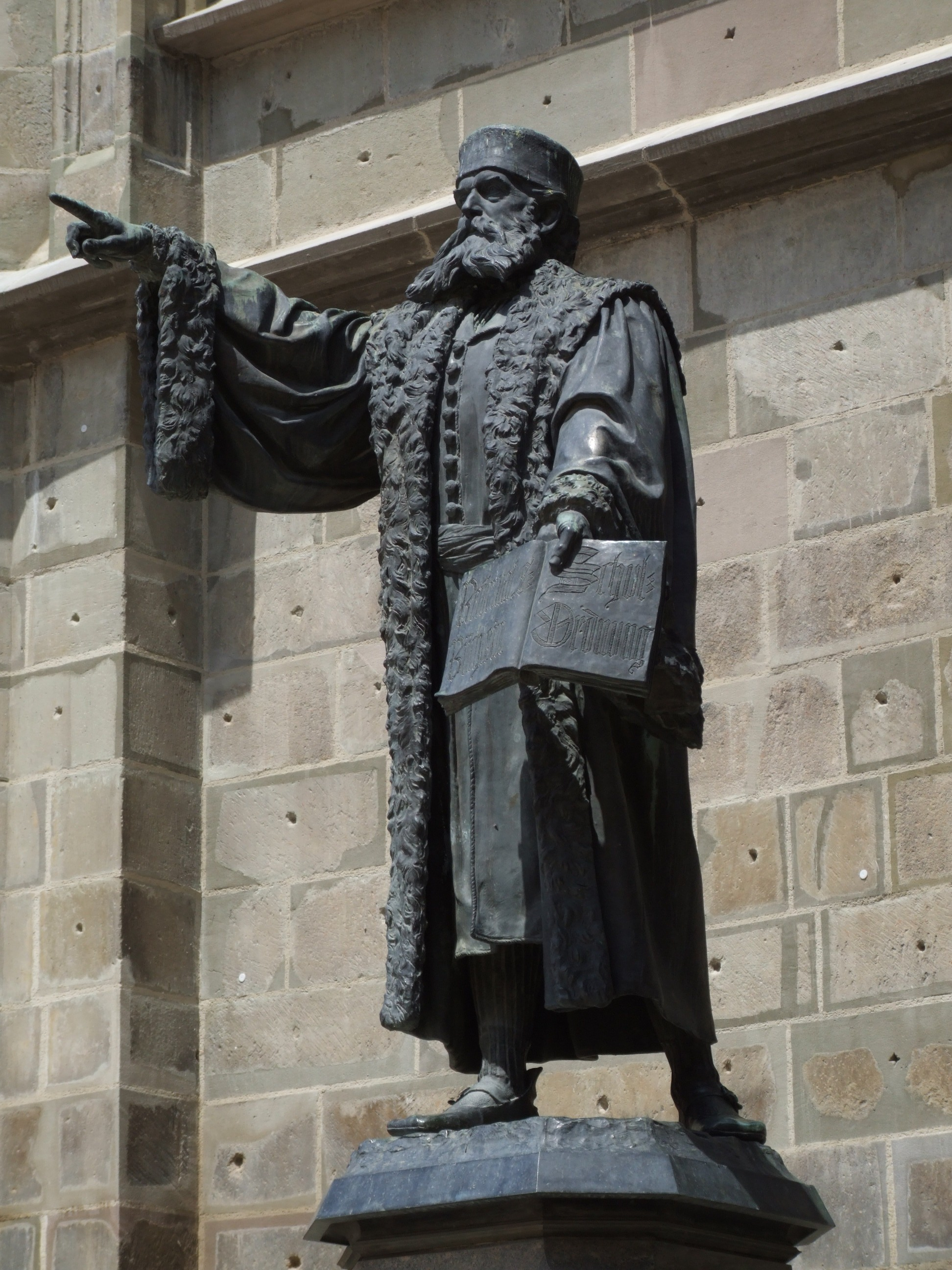
Johannes Honterus szobra Brassóban a Fekete templom mellett (Harro Magnussen, 1898)

- 1498 körül itt született, majd tevékenykedett Johannes Honterus evangélikus prédikátor, a szászok reformátora. Itt is halt meg 1549. január 23-án. Szobra a Fekete templom déli oldalán áll.
- Itt született 1506-ban vagy 1507-ben Bakfark Bálint lantművész, zeneszerző.
- Itt halt meg Székely Mózes erdélyi fejedelem, aki 1603. július 17-én „Erdély Mohácsának” is nevezett véres csatában életét vesztette.
- Hieronymus Ostermayer krónikás 1530-tól valószínűleg haláláig a brassói Mária-templom orgonistája volt.
- Itt halt meg 1612. október 23-án Petki János kancellár, nagy hatású szónok.
- Itt született 1679. május 28-án Martin Schmeitzel heraldikus.
- Itt született 1680 körül Stephan Bergler klasszika-filológus.
- Itt született 1730. december 8-án Johann Hedwig botanikus.
- Itt született 1737. szeptember 29-én Georg Michael Gottlieb von Hermann történetíró.
- Itt született 1760. január 20-án Eder József Károly történész.
- Itt született 1795. március 10-én Johann Martin Honigberger orvos, gyógyszerész és orientalista.
- Itt született 1807. augusztus 4-én Constantin Lecca festő.
- Itt született 1835. január 26-án Eduard Zaminer, magyarosan: Zaminer Ede  városi főerdész.
- Itt született 1839. október 18-án Nicolae Teclu, a Teclu-égő feltalálója.
- Itt született 1847. szeptember 28-án Gheorghe Dima zeneszerző.
- Itt született 1848. március 23-án Téglás Gábor régész.
- Itt született 1850-ben Wachenhusen Antal tábornok, vadász, madármegfigyelő, preparátor.
- Itt született 1851. július 30-án Herrmann Antal néprajztudós.
- Itt született 1856. július 9-én Wlislocki Henrik néprajztudós.
- Itt született 1861. március 27-én Koszta József festőművész.
- Itt halt meg 1863. október 12-én Andrei Mureșanu költő, a román himnusz szövegének alkotója.
- Itt született 1864. július 25-én Ioan Bogdan nyelvész, a román szlavisztika megalapítója.
- Itt született Kenyeres Balázs (1865–1940) igazságügyi orvos, hisztológus, az MTA tagja.
- Itt született 1866. január 2-án Gheorghe Bogdan-Duică irodalomtörténész, filológus.
- Itt született 1875. szeptember 11-én Ștefan Octavian Iosif költő.
- Itt született 1877. január 4-én Sextil Pușcariu nyelvész.
- Itt született 1877. május 8-án és itt is halt meg 1962. július 4-én Adolf Meschendörfer író.
- Itt született 1878. november 4-én Szele Béla újságíró, szerkesztő, politikus.
- Itt született 1880-ban (?) Paál Árpád politikus, publicista.
- Itt született 1884. január 13-án és itt halt meg 1960. március 17-én Mattis Teutsch János festőművész.
- Itt született 1887. november 14-én Áprily Lajos költő.
- Itt született 1888. augusztus 11-én Moór Gyula jogfilozófus.
- Itt született 1888. december 7-én Hoffmann Edith művészettörténész.
- Itt született 1890. május 10-én Gróf Teleki Ralph grafikus és festő.
- Itt született 1896-ban Pap József író, költő.
- Itt született 1897. március 2-án Prohászka Lajos pedagógus, filozófus.
- Itt született 1898. május 23-án Heinrich Zillich író.
- Itt született 1899. szeptember 9-én Brassaï (Halász Gyula) fotóművész.
- Itt született 1901. február 21-én Székely Géza turisztikai és sportújságíró.
- Itt született 1901. március 6-án Henri Nouveau (Henrik Neugeboren) festőművész, zeneszerző.
- Itt született 1906. június 3-án Tuzson Gábor gépészmérnök, szabadalmi eljárások szerzője.
- Itt született 1907. január 10-én Nagy József, Uzoni református lelkipásztor és egyházi író.
- Itt született 1909. december 5-én Deák Sándor színész.
- Itt született 1910. január 27-én Eszenyi Olga színművésznő, a Nemzeti Színház tagja.
- Itt született 1910. július 8-án Tóth Kálmán könyvtáros, bibliográfus.
- Itt halt meg 1912. december 5-én Eugen Brote politikus.
- Itt született 1915. június 15-én Bokor Sándor római katolikus pap, a kommunizmus áldozata.
- Itt született 1916. december 27-én Friedrich von Bömches festőművész.
- Itt született 1917. január 19-én Georg Scherg író, költő, drámaíró, műfordító.
- Itt született 1918. október 29-én Ștefan Baciu költő, esszéista.
- Itt született 1919. október 9-én Zsakó Magdolna tanár, útleíró.
- Itt született 1921. április 19-én Lengyel Loránd lutheránus teológiai író, egyetemi tanár.
- Itt született 1922. február 2-án Faragó József néprajztudós.
- Itt született 1922. május 3-án Kerekes Sándor sebész orvos, orvosi szakíró.
- Itt született 1927. szeptember 4-én Sánta Ferenc író.
- Itt született 1928. május 1-jén Jánosi János esztéta.
- Itt született 1929. március 15-én Molnár Zoltán fotóművész.
- Itt született 1928. május 18-án Domokos Géza irodalompolitikus, író.
- Itt született 1929. május 30-án Doina Cornea költő.
- Itt született 1931. június 17-én Mosoni B. Magdolna tankönyvszerkesztő.
- Itt működött 1931–1932-ben Ferenczy Noémi metszetkészítő műhelye.
- Itt született 1934. március 3-án Tomcsányi Tibor újságíró, rádió- és tévészerkesztő.
- Itt született 1934. július 27-én Török Gáspár fotóművész.
- Itt született 1935. május 3-án Székely László újságíró, sportszakíró.
- Itt született 1935. június 22-én Ritoók János (Günther Johann Miess) irodalomtörténész, műfordító.
- Itt született 1936. március 28-án Vofkori József orvos, orvosi szakíró.
- Itt született 1937. január 20-án Kerekes Ferenc gépészmérnök, mezőgazdasági gépészeti szakíró.
- Itt született 1938. január 20-án Vofkori György hely- és művelődéstörténész.
- Itt született 1938. február 24-én Alexandru Surdu filozófus.
- Itt született 1938. július 10-én Seres-Sturm Magda magyar orvosi szakíró.
- Itt született 1938. december 30-án Verestóy Ilona zenepedagógus, zenei szakíró, tankönyvszerkesztő.
- Itt született 1939. augusztus 18-án Bögözi Kádár János író, költő.
- Itt született 1939. május 9-én Ion Țiriac teniszező.
- Itt született 1942. május 15-én Ștefan Câlția festőművész.
- Itt született 1943. július 21-én Tüdős István sportpszichológus, egyetemi tanár.
- Itt született 1946. május 26-án Székely Gyula villamosmérnök, egyetemi tanár.
- Itt született 1946. október 18-án Horia Andreescu karmester.
- Itt született 1949. augusztus 30-án Peter Maffay német zenész.
- Itt született 1951. november 11-én Christian W. Schenk költő.
- Itt született 1951. július 4-én Vladimir Tismăneanu politológus.
- Itt született 1952. szeptember 27-én Dumitru Prunariu űrhajós.
- Itt született 1956. október 25-én Szász Ferenc költő, unitárius egyházi író.
- Itt született 1963. június 28-án Leonard Orban, többnyelvűségért felelős európai biztos.
- Itt született 1973. július 4-én Orbán János Dénes költő, író az Erdélyi Magyar Írók Ligájának elnöke.
- Itt született 1974. január 26-án Domokos László magyar színész, a Barátok közt című sorozat Berényi Attillája.
- Itt született 1974. december 27-én Kovács Attila erdélyi magyar politikus, a Brassó Megyei Tanács alelnöke.
- Itt halt meg 1983. május 21-én Kurkó Gyárfás kommunista politikus, emlékíró.
- Itt született Margalit és Rukhama Saron (szül. Zimmermann Gyöngyi és Lili), Aríél Sárón izraeli miniszterelnök két felesége.[19]
- Itt született 1985. május 18-án Kovács Dalma énekesnő, színésznő.

## Testvérvárosok
- Győr, Magyarország
- Tours, Franciaország (1991)
- Risón Lecijón, Izrael (1996)
- Tampere, Finnország (1999)
- Kemer, Törökország (1999)
- Kastoria, Görögország (1999)
- Netánja, Izrael (1999)
- Holstebro, Dánia (2005)
- Minszk, Fehéroroszország (2005)
- Twardogóra, Lengyelország
- Cleveland, USA